# معماری
مِعماری یا به فارسی: مهرازی، فرایند برنامه‌ریزی، طراحی و ساخت ساختمان‌ها و دیگر سازه‌ها می‌باشد. معماری را همچنین می‌توان هنر و علم طراحی ساختمان‌هایی در نظر گرفت که در آن ویژگی‌هایی از قبیل زیبایی، هندسه، قدرت عاطفی و معنوی، محتوای هوشمندانه و پیچیدگی، کیفیت ساخت، راحتی، مصالح بادوام و دلپذیر، رنگ‌آمیزی و تزئینات، آرامش و پویایی، تناسب و مقیاس خوب در نظر گرفته شده است.
معماری را نباید با مهندسی عمران یا راه‌ساختمان ارتباط زیادی داد، در مهندسی عمران، به اصول و اساس ریاضیاتی و محاسباتی فنون ساخت یک سازه مانند نقشه‌برداری یا دستور به ساخت مدنظر مهندس براساس برنامه چندوجهی پرداخته می‌شود. از جمله اینکه مصالح و نحوه قرارگیری و تجهیز هر سازه ای بایستی چگونه باشد و قرار گیرد.
معمار استاد چیره‌دست هنر ساختمانی است که سازه پیچیده‌ای را طراحی و قاب‌بندی می‌کند و قادر است نقشه‌ها، نماها و مقاطع یک ساختمان پیچیده را با محتوای زیبایی‌شناسی تهیه کرده و بر ساخت آن مطابق نقشه‌های معماری و مشخصات کلی نظارت کند.
آثار معماری که به شکل معماری درونی یا بیرونی (اغلب نماها) ساختمان بروز می‌کنند، معمولاً به عنوان نمادهای فرهنگی و نیز کارهای هنری شناخته می‌شوند. تمدن‌های باستانی معمولاً از راه شناسایی دستاوردهای معماری‌شان شناخته می‌شوند.
مانند: معماری قرون وسطایی، معماری سوسیالیستی-کمونیستی، معماری بیزانس، معماری رنسانس، معماری ایرانی، معماری اسلامی، معماری اروپایی، معماری عثمانی، معماری ترکی، معماری کره‌ای، معماری تلفیقی، معماری روستایی یا شهری، معماری ژاپنی-چینی، معماری امپراتوری روم یا رومی، معماری گوتیک، معماری آمریکایی، معماری انواع ملل، معماری هیپی-فانک، معماری شرق آسیا، معماری خاورمیانه، معماری مدرنیسم، معماری پسامدرنیسم و…

## تعریف
معماری (مهرازی، والادگری یا رازیگری)، شیوه طراحی و روش ساخت و ساز ساختمان‌ها و دیگر سازه‌های کالبدی است.
معماری و دیگر رشته‌های علمی طراحی در پیوند با آن، مانند طراحی شهری، معماری منظر، طراحی داخلی و … در کنار هم، طراحی محیط را به‌وجود می‌آورند.
گستردگی و گوناگونی به‌وجود آمده در آثار معماری معاصر و ناسازگاری که گاهی، میان آنها دیده می‌شود؛ نشان از گم‌شدگی تعریف روشن معماری، در صد سال گذشته دارد.
معماری سراسر بستر بیرونی زندگی بشر را در بر می‌گیرد. امروزه این قلمرو، از شهرسازی گرفته تا معماری و طراحی صنعتی، تحت کنترل معماران است. این اندیشه که کار معماری، طراحی مصنوعات (ساختمان‌ها) است؛ در جامعه ای معنا دارد که تدارک سیمای شهر، بخش‌بندی شده و سلسله مراتبی باشد. در این چشم‌انداز، روابط معماری و سیاست، باید که از بیخ و بن دگرگون شود. معماری، بخشی از سیاست است.
معماری به عنوان تصور، طراحی، درک و ساختن (با توجه به شرایط) شناخته می‌شود. این شرایط ممکن است که در ذات خود کاملاً کارکردی بوده یا به درجه‌های گوناگونی بازتاب شرایط اقتصادی، سیاسی و اجتماعی پروژه باشند. چشم‌داشت ما از معماری، به سان یک هنر، چیزی بیش از پاسخگویی به برنامه‌های کارکردی ساختمان است. تجلیات کالبدی معماری، با کنش‌های انسانی سازگار است و شیوه سازماندهی و انتظام فرم و فضاها در معماری، می‌تواند که تلاش‌ها را به ثمر رسانده، به استخراج پاسخ‌ها کمک کند و معانی را انتقال دهد.
هیچگاه نظریه‌های طراحی محیط، از یافته‌های رشته‌های علمی دیگر و مبانی که برای شناخت ویژگی‌های محیط و چگونگی کارکرد آنها فراهم می‌آورند؛ بی‌نیاز نبوده‌اند. به ویژه این نیاز، در مورد ادعای طراحان، در زمینه اثر طراحی بر زندگی مردم، بیشتر صادق است.

## تاریخ معماری
تاریخ معماری به زمانی بر می‌گردد که آدمی برای زندگی مجبور به ساخت سرپناه برای خویش بود. معماری از دوره‌های پیش از تاریخ اساسی‌ترین نیازهای بشری را همچون ساخت سرپناه و خانه برآورده کرده است. در عین حال معماری به دلیل قابلیت خلق طرح‌هایی در ابعاد بزرگ و با شکوه امکان یافته تا به عنوان واسط خود بزرگنمایی و نمایشی در خدمت افراد، گروه‌ها یا کل جامعه قرار بگیرد.

### معماری در قاره‌های مختلف

#### معماری آفریقا
تاریخ هنر و معماری آفریقا دوره وسیعی را پوشش می‌دهد: شروع آن از ۲۵۰۰ سال قبل از میلاد مسیح بوده و تا به امروز ادامه یافته است. اولین نمونه‌های آثار هنری در آفریقا تصاویر منقوش از حیوانات بر روی تخته سنگهایی هستند که در غارهایی در کشور نامیبیا کشف شده است. این تصاویر حیوانات که یا بر روی دیوار غارها کنده کاری شده یا نقاشی شده است، متعلق به سال‌های ۴۰۰۰ تا ۶۰۰۰ قبل از میلاد می‌باشد. معمولاً این نقاشی‌ها نشانگر مراسم آئینی و چگونگی تهیه غذا می‌باشند. جدیدترین مجسمه‌های شناخته شده در آفریقا متعلق به کشور نیجریه و مربوط به سال‌های ۵۰۰ قبل از میلاد تا ۲۰۰۰ بعد از میلاد می‌باشند که نمایانگر سرهای سفالی و تندیس‌هایی از انسان می‌باشند. بسیاری از نمونه‌هایی که در حال حاضر موجود می‌باشند مربوط به قرن ۱۴ تا ۱۷ هستند. گرچه آثار هنری که شناخته شده‌تر است مربوط به قرن ۱۹ و بعد از آن می‌باشد که نسبتاً جدیدتر هستند.

#### معماری آسیا
معماری نقاط مختلف آسیا در مسیری جدای از مسیر اروپا توسعه یافت؛ معماری بودایی، هندویی و سیکی هر کدام ویژگی‌های منحصربفرد خود را دارند. به ویژه معماری بودایی، تنوع منطقه ای بسیار خوبی از خود نشان می‌دهد. در بسیاری از کشورهای آسیایی با مذاهب پانتزیستی، معماری به سمت بهبود چشم‌انداز طبیعی گرایش زیادی داشته است.

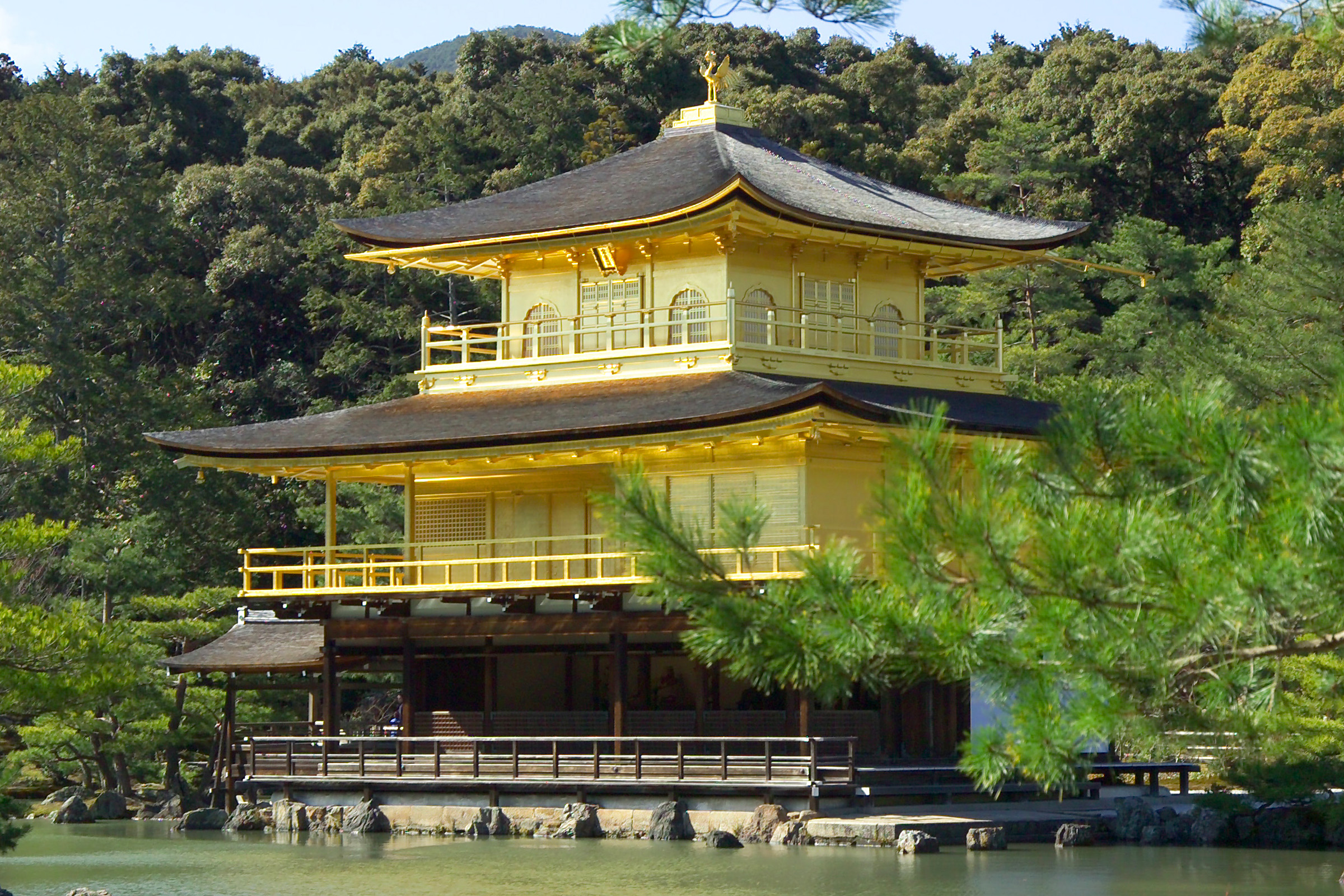
معبد کینکاکوجی در کیوتو، ژاپن
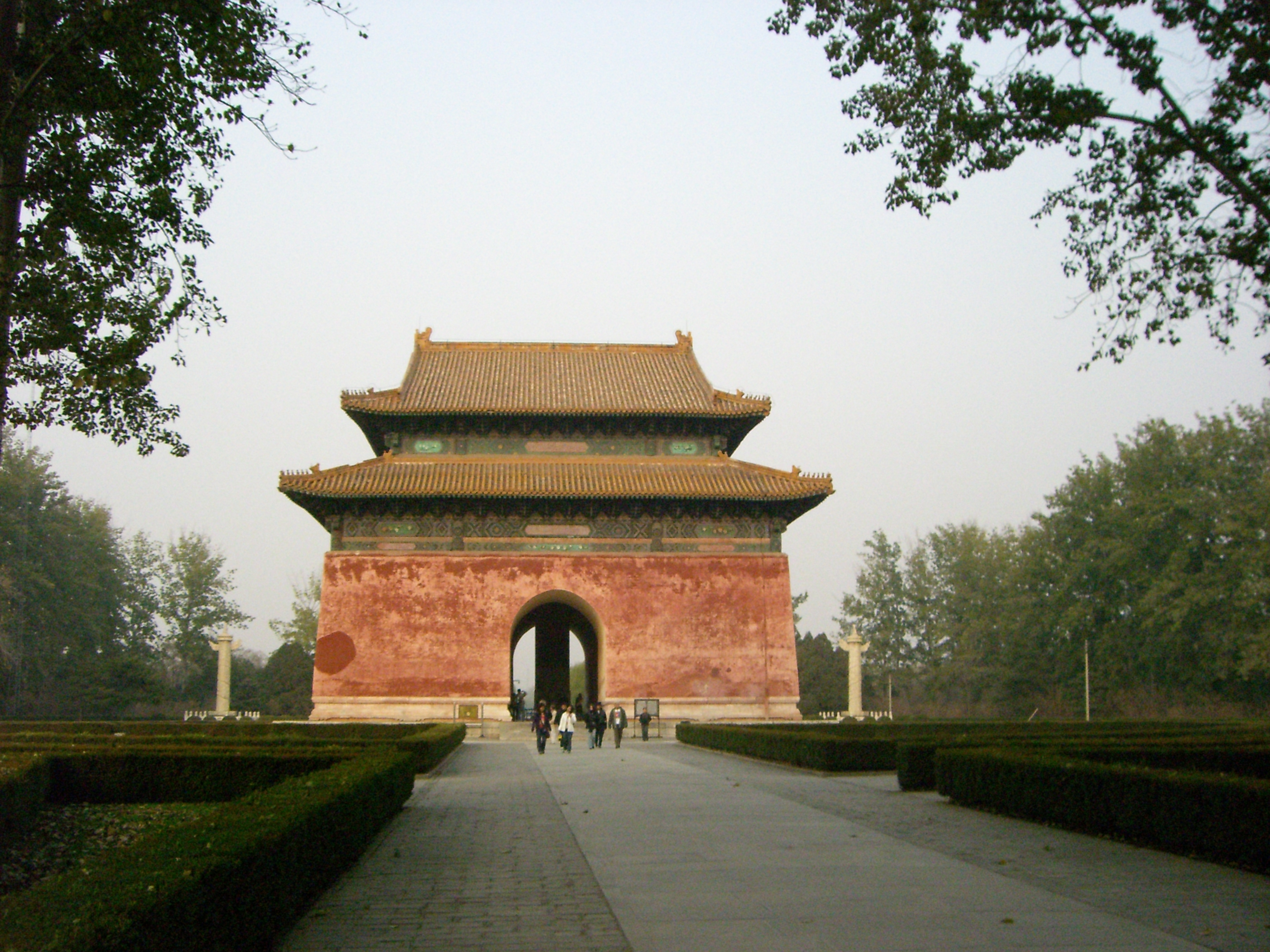
دروازه سرخ کبیر آرامگاه دودمان مینگ در نزدیکی پکن، چین
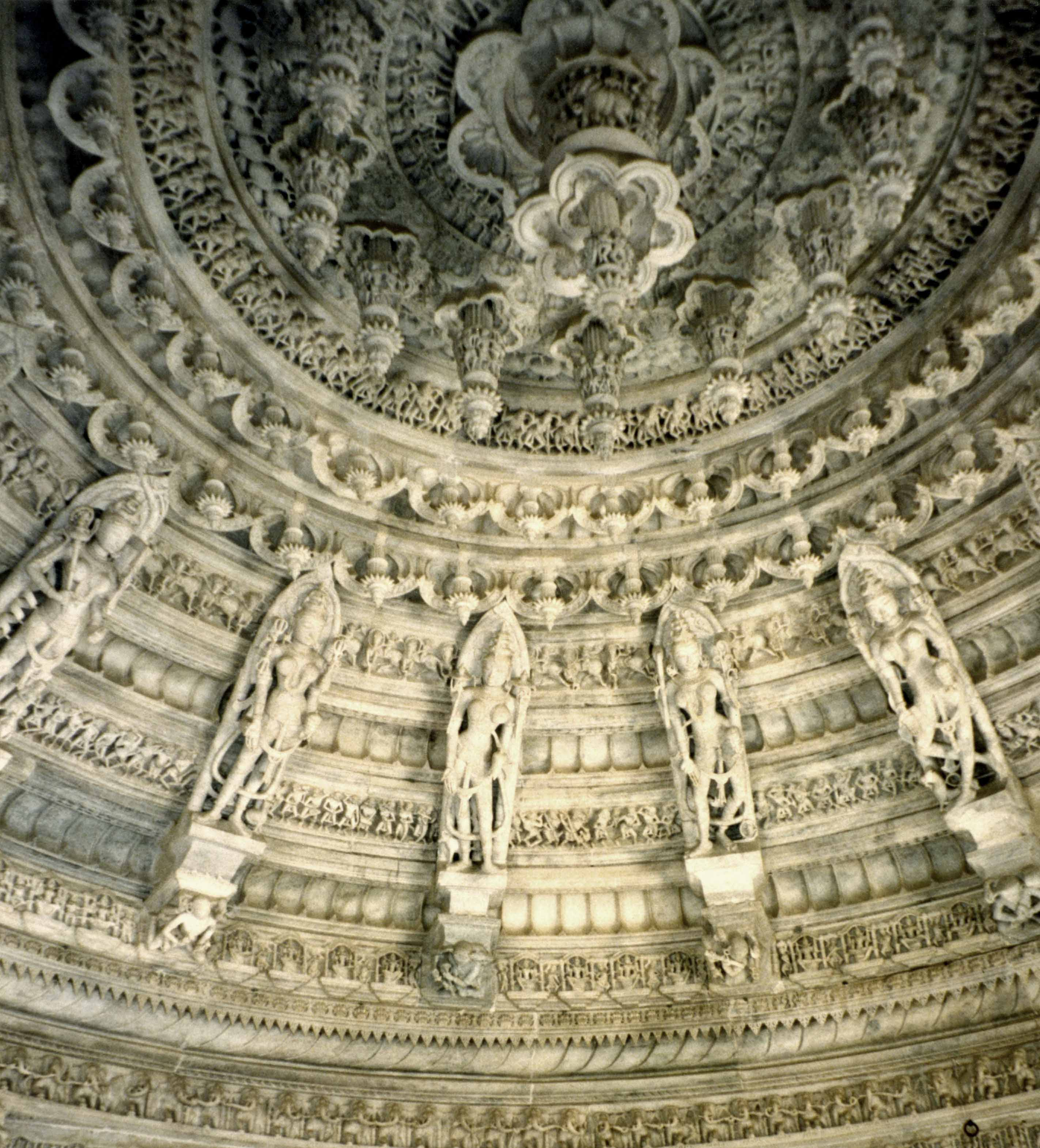
سقف معبد دلوارا، هند

### معماری نوسنگی
معماری نوسنگی، معماری دوران نوسنگی است. در جنوب‌غربی آسیا، فرهنگ نوسنگی درست بعد از ۱۰۰۰۰ سال قبل میلاد در سرزمین شام حضور پیدا کرد؛ و از آنجا به سمت شرق و غرب گسترش پیدا کرد. در آن‌جا فرهنگ‌های ابتدایی نوسنگی در آناتولی، سوریه و عراق در حدود ۸۰۰۰ ق.م. وجود داشت و اولین جامعهٔ تولیدکننده غذا ابتدا در جنوب شرقی اروپا در حدود ۷۰۰۰ ق. م؛ و در مرکز اروپا در حدود ۵۵۰۰ ق.م. به وجود آمد. البته با چند استثنا کوچک (سرمنشا تیشه‌های مسی و نیزه در منطقه «دریاچه‌های بزرگ» بود). مردم قاره آمریکا تا زمانی که اروپاییان با آن‌ها ارتباط پیدا کردند، در مرحله نوسنگی در تکنولوژی باقی ماندند.

### پیدایش و معماری بومی
خانه سازی در ابتدا در اثر تعامل بین نیازهای انسان و ابزارهای در دسترس او شکل گرفت. با رشد فرهنگ‌ها و دانش انسان، خانه‌سازی یک پیشه شد، و «معماری» نام رسمی و مورد احترام این پیشه شد.

آنچه امروز معماری بومی خوانده می‌شود، همچنان در اکثر نقاط جهان ادامه دارد. در حقیقت معماری بومی همان معماری است که مردم اکثر روزها در اطراف خود می‌بینند.

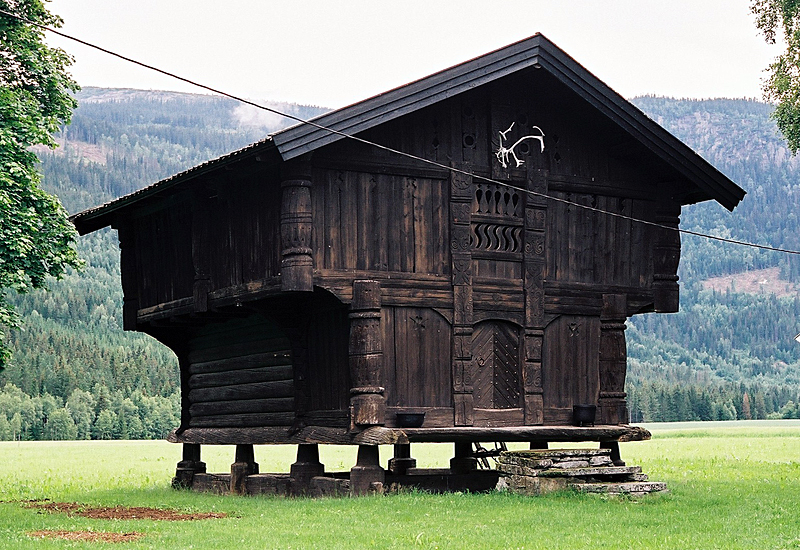
یک معماری بومی در نروژ که خانه‌ای ساخته شده از چوب با ارتفاعی از سطح زمین می‌باشد.
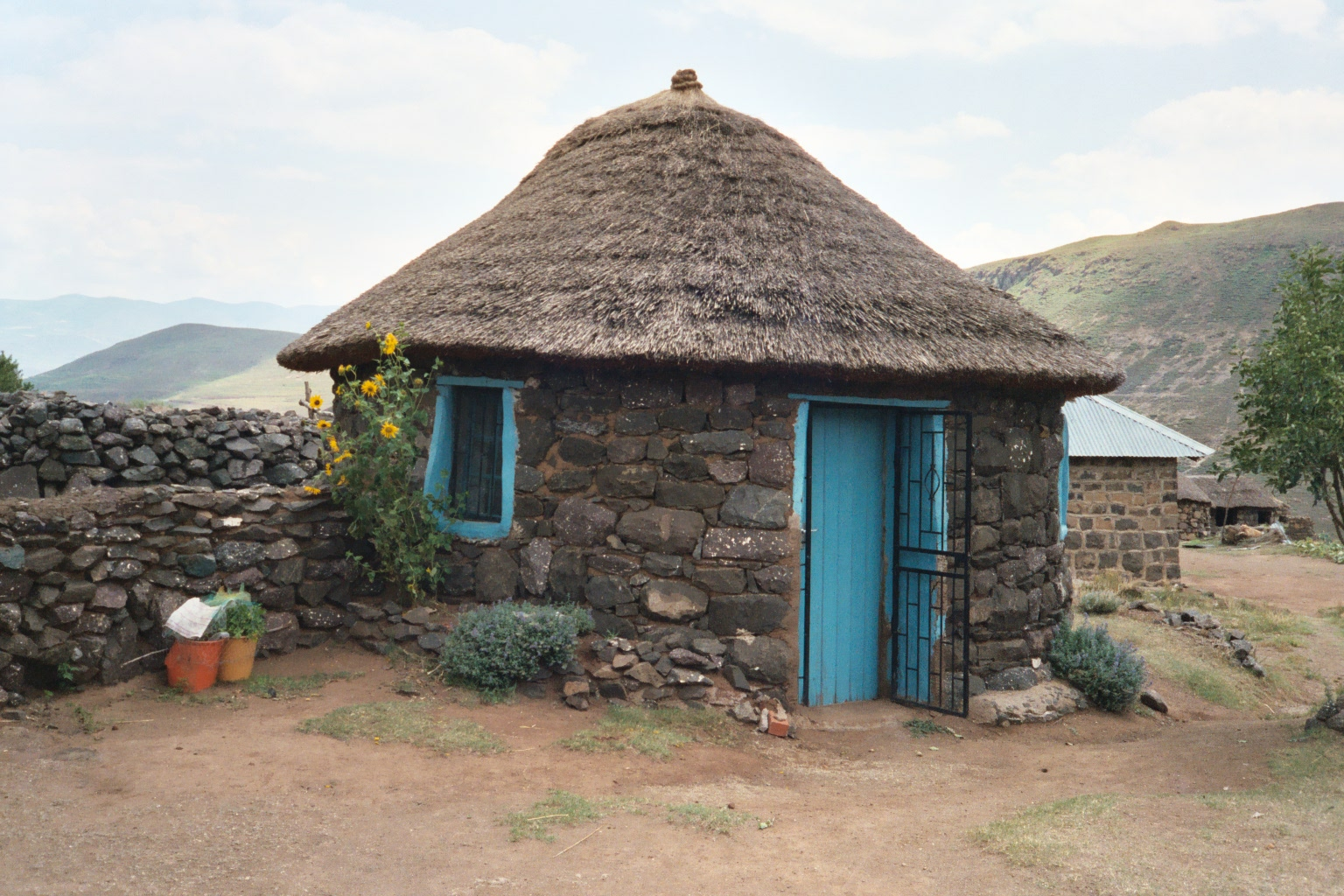
خانه ای در لسوتو، که از سنگ‌های رودخانه‌ای ساخته شده است.
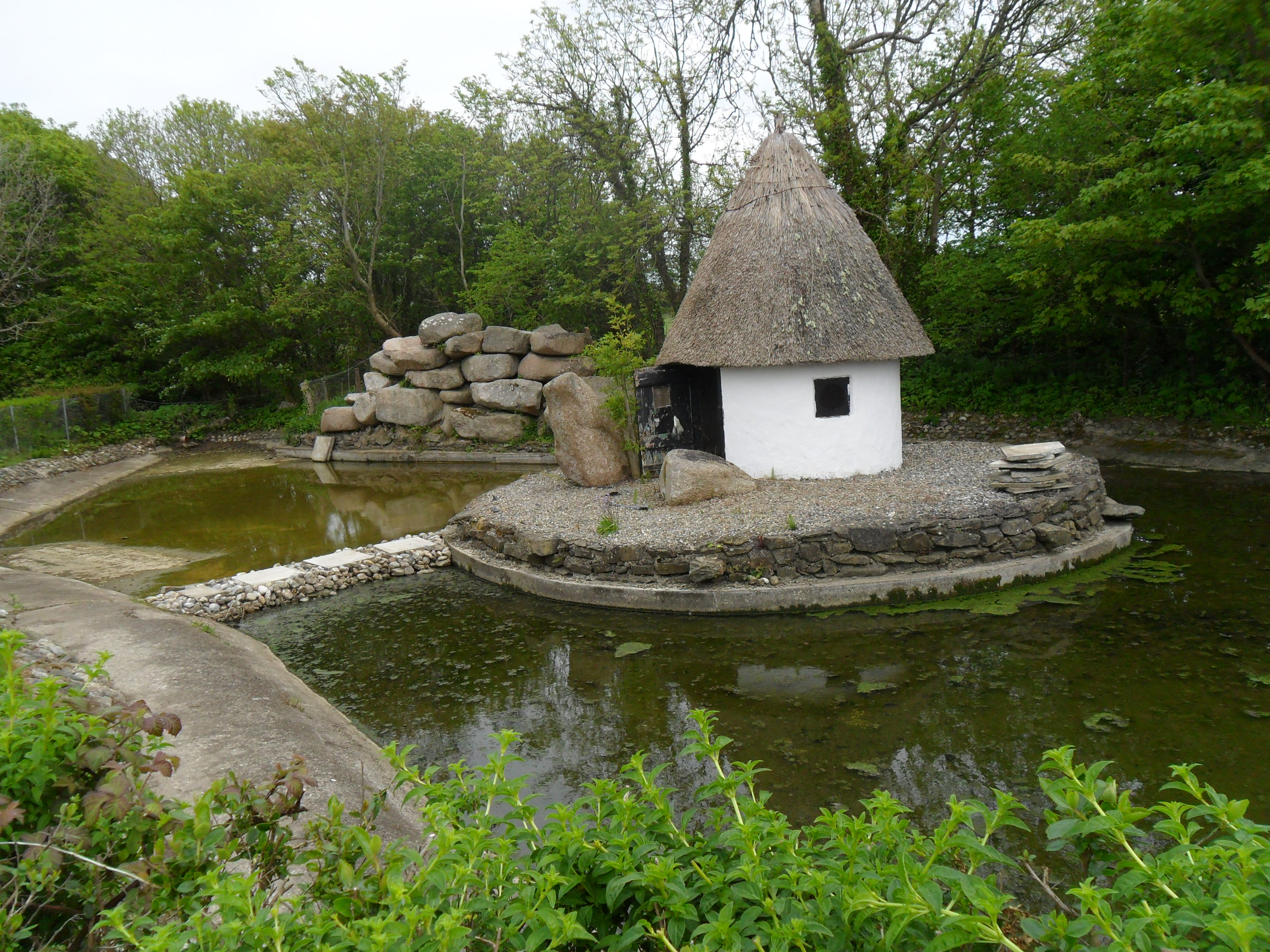
کلبه یوگا در ایرلند

### معماری باستانی
در بسیاری از تمدن‌های باستانی مانند مصر و بین‌النهرین، معماری و شهرسازی انعکاس تعامل مداوم مفاهیم الهی و ماوراء طبیعی بوده است و بسیاری از فرهنگ‌های باستانی به معماری متوسل می‌شدند تا به صورت نمادین قدرت سیاسی حاکم، نخبگان حاکم یا دولت خود را به نمایش بگذارند.

معماری و شهرگرایی در تمدن‌های باستانی همچون یونان و روم، به جای ایده‌های مذهبی یا تجربی از ایده‌های مدنی شکل گرفت و در نتیجه ساختمان‌های جدید ظهور کردند. «سبک‌های» معماری به شکل شیوه‌های کلاسیک توسعه یافتند. معماری رومی تحت تأثیر معماری یونانی قرار گرفته و بسیاری از اجزای معماری یونانی در ساختمان‌های رومی به کار رفته است. 

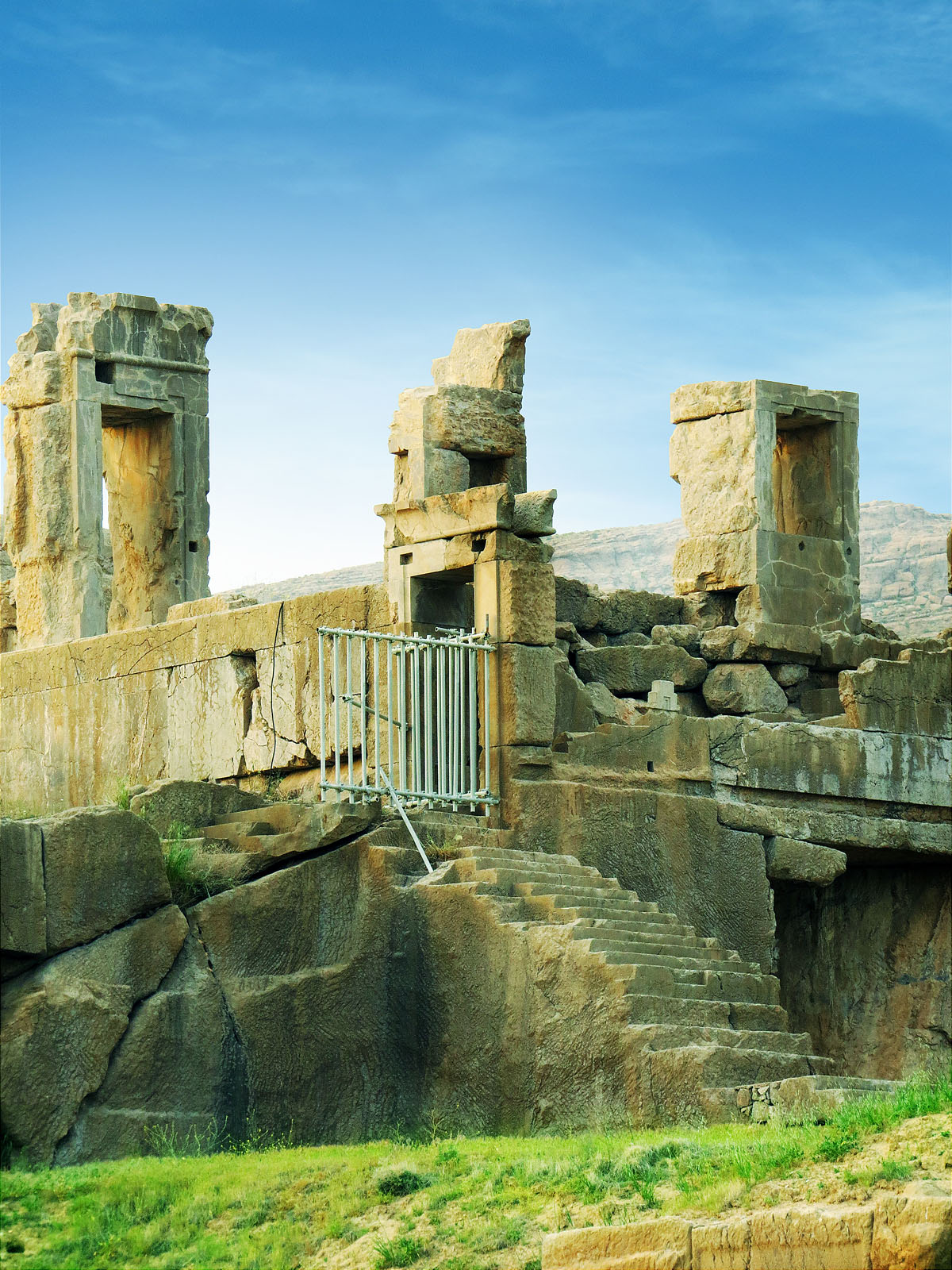
بقایای تخت جمشید در شیراز، ایران
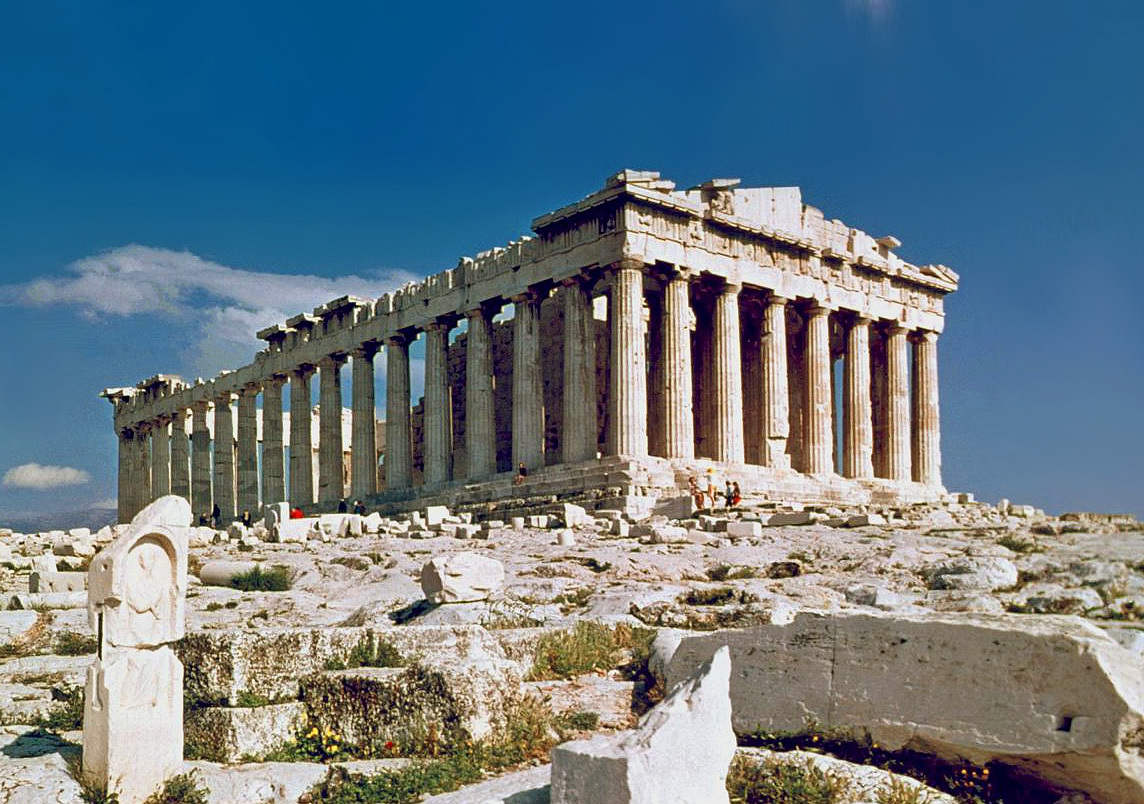
پاتنون در شهر آتن، یونان.
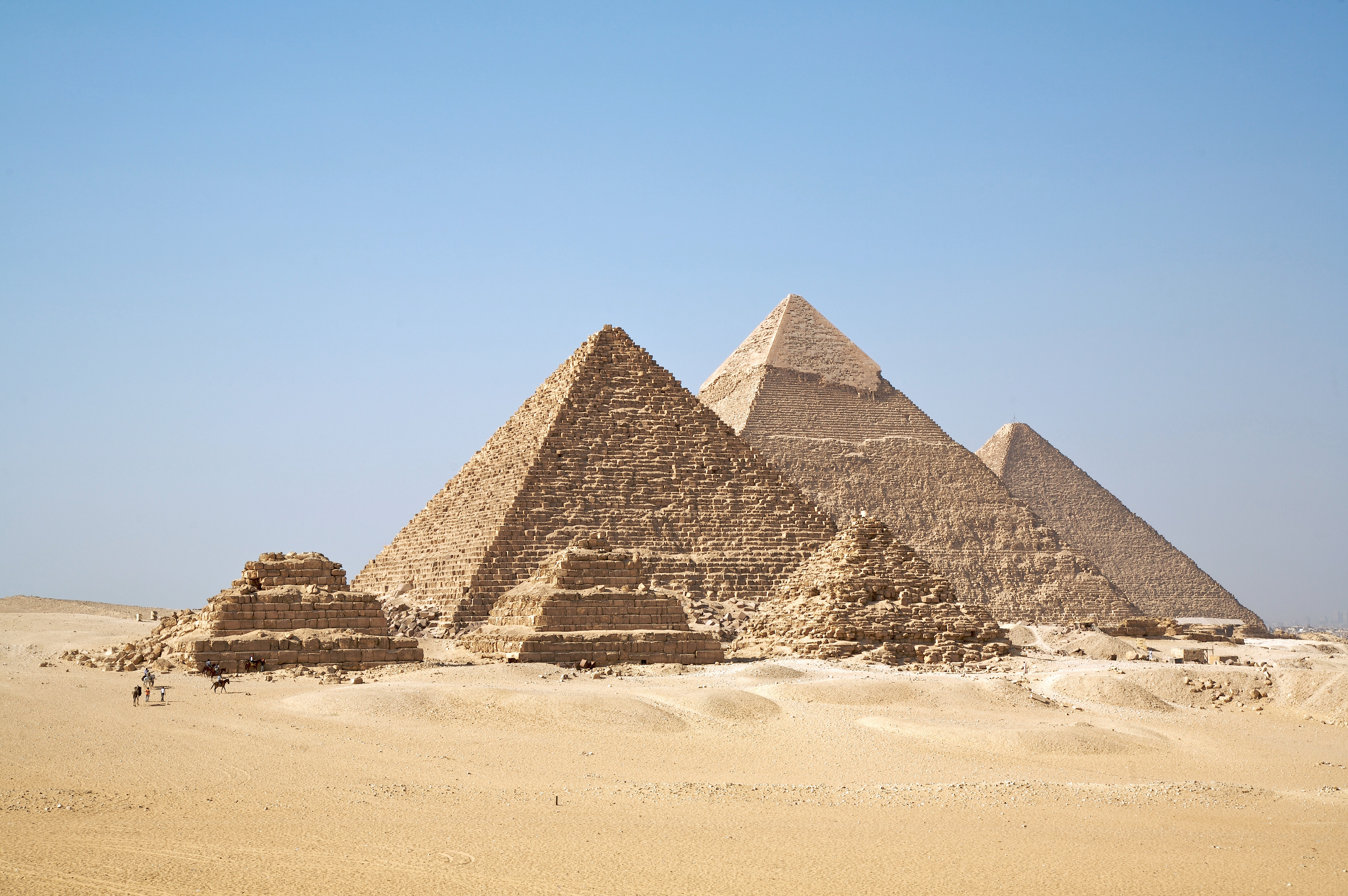
اهرام الجیزه در مصر.
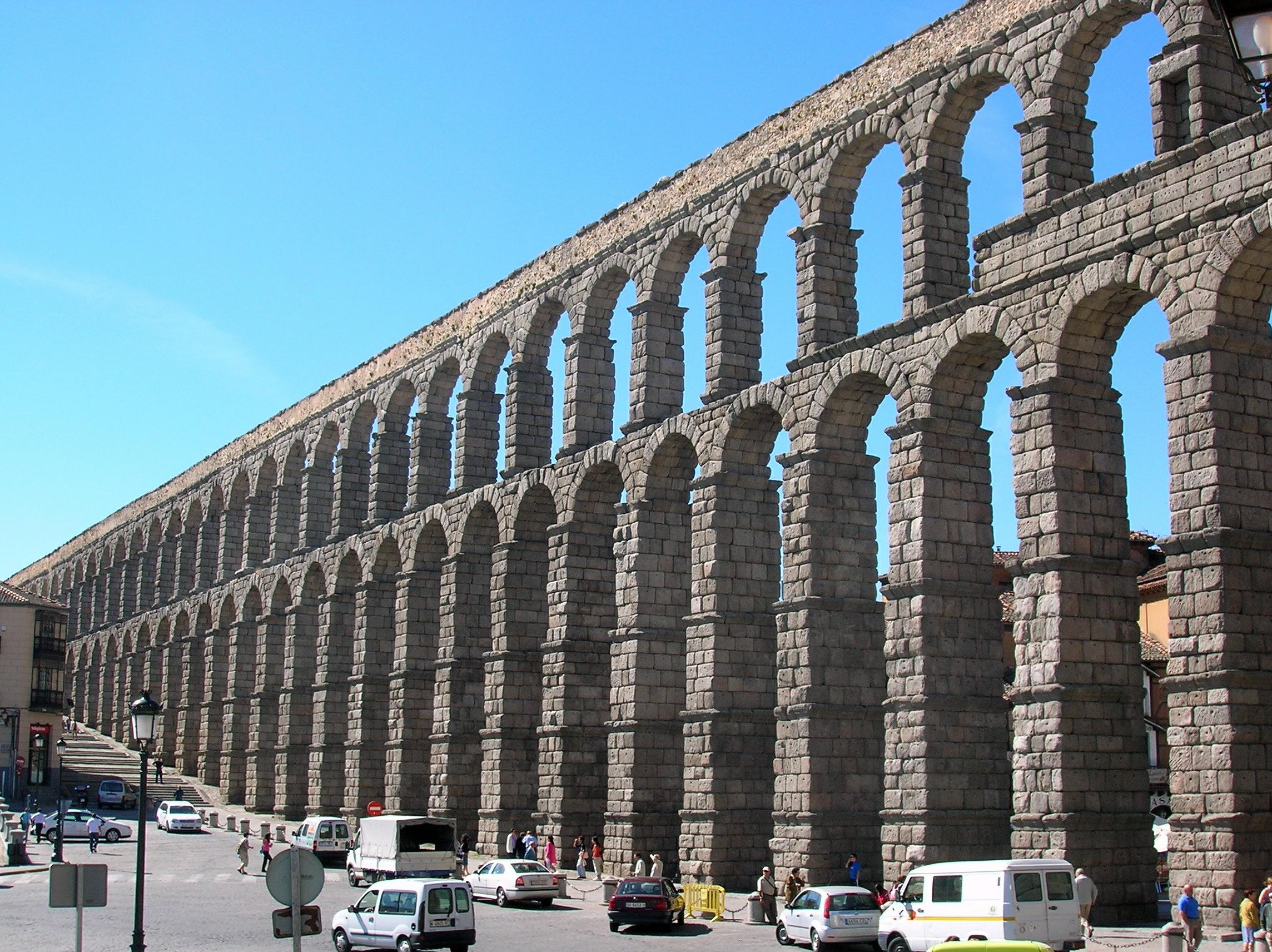
قنات رومی در اسپانیا

#### معماری مصر
طی ۱۰ هزار سال تمدن مصر باستان که در دره نیل واقع شده یکی از شاخص‌ترین تمدن‌های زمانه خود است. حتی امروزه آثار معماری مانند مجسمهٔ ابوالهول و اهرام جزو میراث فرهنگی یونسکو محسوب می‌شوند. از ۵۵۰۰ تا ۲۸۰۰ سال قبل، فرمانروایان قدرتمند مصر بناهای عظیم و شگفت‌انگیز زیادی از جمله اهرام، آرامگاه‌ها و معبدها زیادی در مصر ساختند که تا امروز پا برجاست. این بناها مانند اهرام جیزه نه تنها ابتدایی نیستند، بلکه معماری بسیار پیچیده و حیرت‌انگیزی دارند که هنر معماری و علم مهندسی سازندگان آن را اثبات می‌کنند. مصالح ساختمانی که مصری‌ها از آن استفاده می‌کردند عمدتاً انواع سنگ معدن و سنگ گرانیت بوده است که با قایق‌های عظیم از طریق رود نیل به مصر آورده می‌شده است. از جمله بناهایی که از معماری شگفت‌انگیزی برخوردارند می‌توان به دره شاهان و معبد حتشپسوت اشاره کرد. معماری مصر باستان را منتقدان معماری به چندین روش دسته‌بندی کرده‌اند.
- دسته‌بندی بر پایه مصالح
- دسته‌بندی بر پایه دوره تاریخی

##### معماری بین‌النهرین
معماری بین‌النهرین دوره‌ای در تاریخ هنر است که در آن اهمیت نقش برجسته‌ها بیشتر شد، یکی از دلایل این امر آن بود که آشوریان قومی شمالی بودند و سنگ آنجا بیشتر یافت می‌شد. با این حال از آشور اغلب نقش برجسته باقی مانده است و تنها یک مجسمه. آثار دورهٔ آشور هم حالتی اسطوره‌ای دارند و هم حالتی زمینی و به قدرت پادشاهان می‌پردازند. صحنه‌های نبرد و جنگ در این دوره مشاهده می‌شود و نقش برجسته‌ها بسیار شلوغ هستند.

##### معماری ایرانی

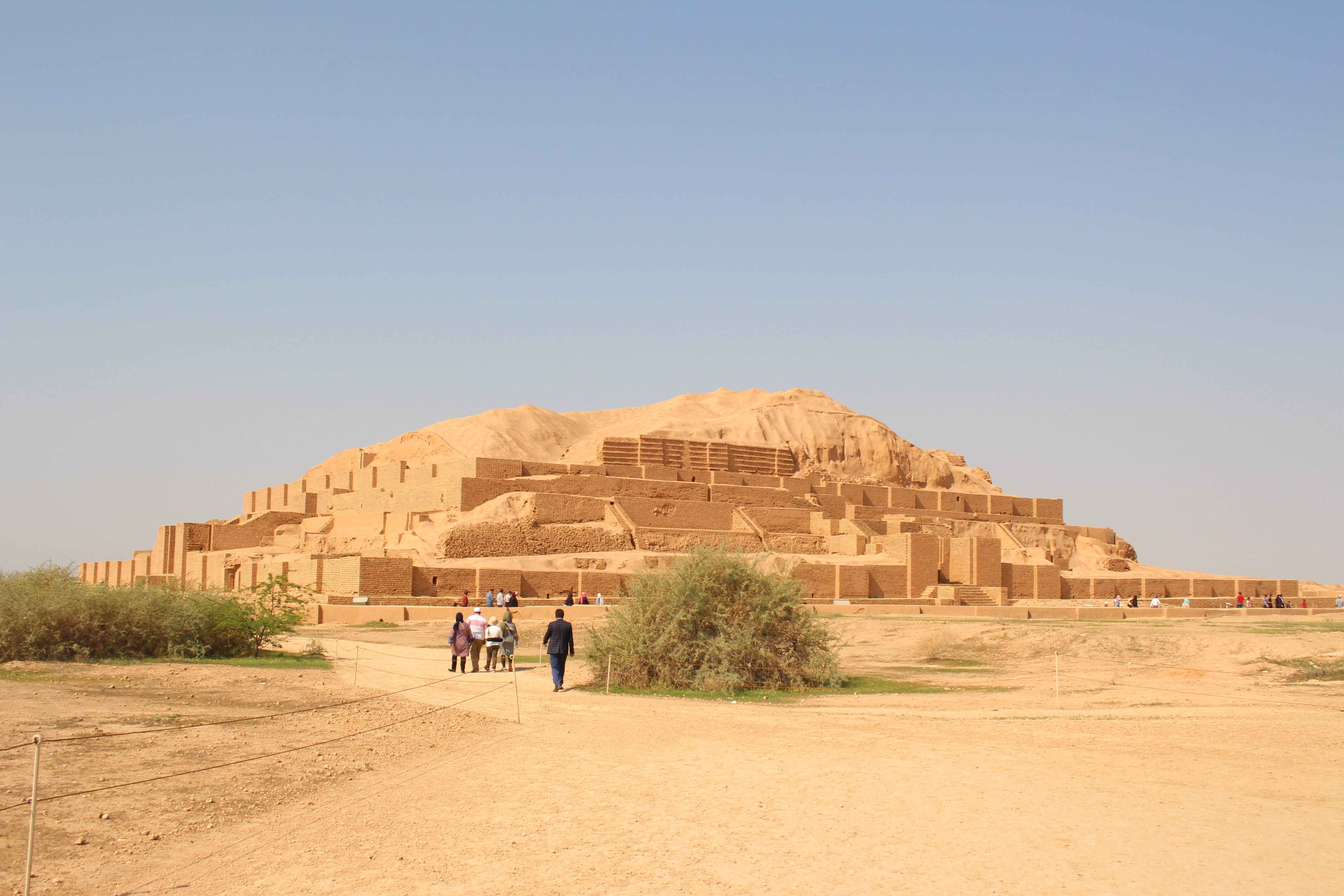
زیگورات نوعی سازه عظیم است که در بین‌النهرین باستان ساخته می‌شد. چغازنبیل مجموعه‌ای باستانی ایلامی در استان خوزستان ایران است. چغازنبیل از معدود زیگورات‌های موجود ساخته شده در خارج از بین‌النهرین است.

معماری از قدیمیترین هنرها در ایران است. آثار برجای مانده از معماری نشان‌دهنده آن است که ایران از کانونهای نخستین شهرسازی، سدسازی و مهندسی بوده است. سابقه این هنر حداقل از ۵ هزار سال پیش از میلاد مسیح تا عصر حاضر نمونه‌های فراوانی از سوریه تا هندوستان شمالی و کناره‌های چین، از قفقاز تا زنگبار پراکنده است و از تنوع خاصی برخوردارند. به طوری که یکی از معماران آمریکایی به نام پوپ در این زمینه نوشته است که بناهای ایرانی گوناگون است. از کلبه‌های دهقانی و قهوه‌خانه و کوشک‌ها گرفته، تا زیباترین و با شکوهترین ساختمان‌هایی که در جهان وجود دارد.
آثار معماری ایران بیش از هر چیز مذهبی هستند و دارای خصلت نیایشی می‌باشند. آداب و رسوم، مراسم مذهبی، روحیه، اخلاقیات، اندیشه و عقیده نسل‌ها در معماری ایران انعکاس واضحی دارد و با وجود اینکه در طی دوران‌های مختلف تحولات چشمگیری داشته است، دارای ویژگی‌های خاصی است که این اصول حفظ گردیده است. این آثار را می‌توان در ادوار تاریخی مختلف بررسی کرد.

##### معماری چین
معماری چین نیز همانند سایر هنرهای آن از گستردگی و تنوع فراوان برخوردار است، هر چند آثار معماری آنان گاه به علت استفاده از مصالح کم دوام از بین رفته‌اند، ولیکن آنچه از این آثار برجای مانده، گویای این حقیقت است که آثار چین در حد معماری‌های مصر و بین‌النهرین و ایران باستان است. به‌طور کلی معماری چین شامل معابد (کنفوسیوسی، لائوتسه، بودایی) پاگودا، قصر، دیوار بزرگ چین، خانه و دیرها، آرامگاه‌ها و معابد صخره‌ای (غارها) است. معماری چین یگانه سیستم معماری در جهان است که ترکیب‌بندی چوبی عمده آن می‌باشد که تجلی بخش عمیق اصول اخلاقی چینی‌ها و دیدگاه‌های زیبائی، ارزش و طبیعت است.

### معماری یونان باستان
نام و شهرت خدایان یونانی مذهب یونانی‌ها یک پدیده طبیعی گسترش یافته بود. خدایان یونانی‌ها شخصیت یافته یک عنصر ویژه بودند یا به عنوان قهرمان شناخته شده بودند و هر شهر یا منطقه اولویت‌ها، مراسم و سنت‌های خود را داشت. معبد رایجترین و بهترین نوع شناخته شده معماری عمومی یونان است. معبد عملکرد یکسانی مانند کلیسای مدرن نداشت؛ زیرا منبر زیر آسمان باز در اراضی شهری یا در معبدی مقدس و قبل از معبد قرار می‌گرفت. معابد به عنوان ذخیره گنجینه‌های مربوط به آیین چند خدایی قرار می‌گرفت. معابد به عنوان ذخیره گنجینه‌های مربوط به آیین چند خدایی قرار می‌گرفت یا به عنوان مکان باستان بت‌ها بود ولی از زمان فیدیاس به یک کار هنری تبدیل شد. معبد جایی برای زاهدان خدا بود و در آنجا مجسمه‌ها، کلاه خودها و اسلحه‌ها را به عنوان صدقه رها می‌کردند. فضای داخل معبد یا سلا به عنوان جا خزینه قرار می‌گرفت و معمولاً یک ردیف دیگر از ستون داشت.

#### معماری روم باستان
رم اشاره به سرزمین‌هایی در اروپا و آسیای صغیر دارد که مدتی در دست جمهوری روم، امپراتوری روم و امپراتوری روم شرقی بود. معمولاً در منابع عربی و اسلامی قدیم منظور از رم سرزمین‌های آسیای صغیر است. یکی از نام‌های عربی دریای مدیترانه نیز که در جنوب آسیای صغیر قرار دارد، «بحرالروم» به معنی «دریای رم» است. اتروسک: خاستگاه این سرزمین توسکان بین فلورانس و رم در ایتالیای امروزی بود. از ساختمان معابد اتروسک تنها شالوده‌های سنگی بر جای مانده، زیرا خود بنا از چوب ساخته می‌شده. اتروسک‌ها به دلایل مذهبی کاربرد سنگ را در معماری معابد خود جایز نمی‌شمردند. طراحی شهری بر اساس شبکهٔ شطرنجی استوار بود. (بر اساس عقاید دینی ایشان که آسمان را بر مبنای چهار جهت اصلی به چهار ناحیه تقسیم می‌نمودند) اردوگاه‌های نظامی محصور به نام کسترا با پلان چهارگوش نیز از شبکهٔ شطرنجی برخوردار بوده اغلب تبدیل به شهرها می‌شدند. اثر شاخص بر جای مانده اتروسک‌ها دروازهٔ اوت در پروجا می‌باشد که الگوی معماری رومی قرار گرفت.

### معماری روم
در ابتدا رو میان در آلونک‌های چوبی به شکل بدوی زندگی می‌کردند. رومیان را می‌توان اولین شهرنشین‌هایی که از آپارتمان استفاده می‌کردند نامید. در روم ساختن ساختمان‌هایی با ارتفاع بیش از ۲۰ متر ممنوع بود. دلیل آن، جلوگیری از فروریختن ساختمان‌ها بود. معماران رومی بیشتر نیروی خویش را بر ساختن بناهای ضروری و عظیم و نقشه‌های کارآمد متمرکز کرده بودند. البته اینان نیز معبدهایی به تقلید از نقشه‌هایی که در آن‌ها عناصری از معماری یونانی و آتروسک به شیوه‌ای بی‌مانند ترکیب شده بودند ساختند. رومی‌ها برای اولین بار طاق‌های قوسی که با طاق ضربی بودند، را مورد استفاده و بهره‌برداری قرار دادند. به نظر می‌رسد استفاده از قوس را از ایرانیان آموخته باشند. کشف بتن معماری رومی را به شدت تحت تأثیر قرار داد. رومی از سنگ «مرمر» برای تزیین بنا استفاده می‌کرده‌اند. ضخامت سنگ را به قدری نازک انتخاب می‌کردند و بسیار شبیه کاغذ دیواری بود.

##### معماری اسلامی
معماری اسلامی در قرن هفتم میلادی شروع شد، و از اشکال معماری خاورمیانه باستان و بیزانس بهره برد و ویژگی‌هایی را که نیازهای اسلام و جامعه بود توسعه داد. نمونه‌هایی از معماری اسلامی را می‌توان در سراسر خاورمیانه، ایران، ترکیه، آفریقای شمالی، هند، و قسمت‌هایی از اروپا شامل اسپانیا، آلبانی و بالکان یافت.

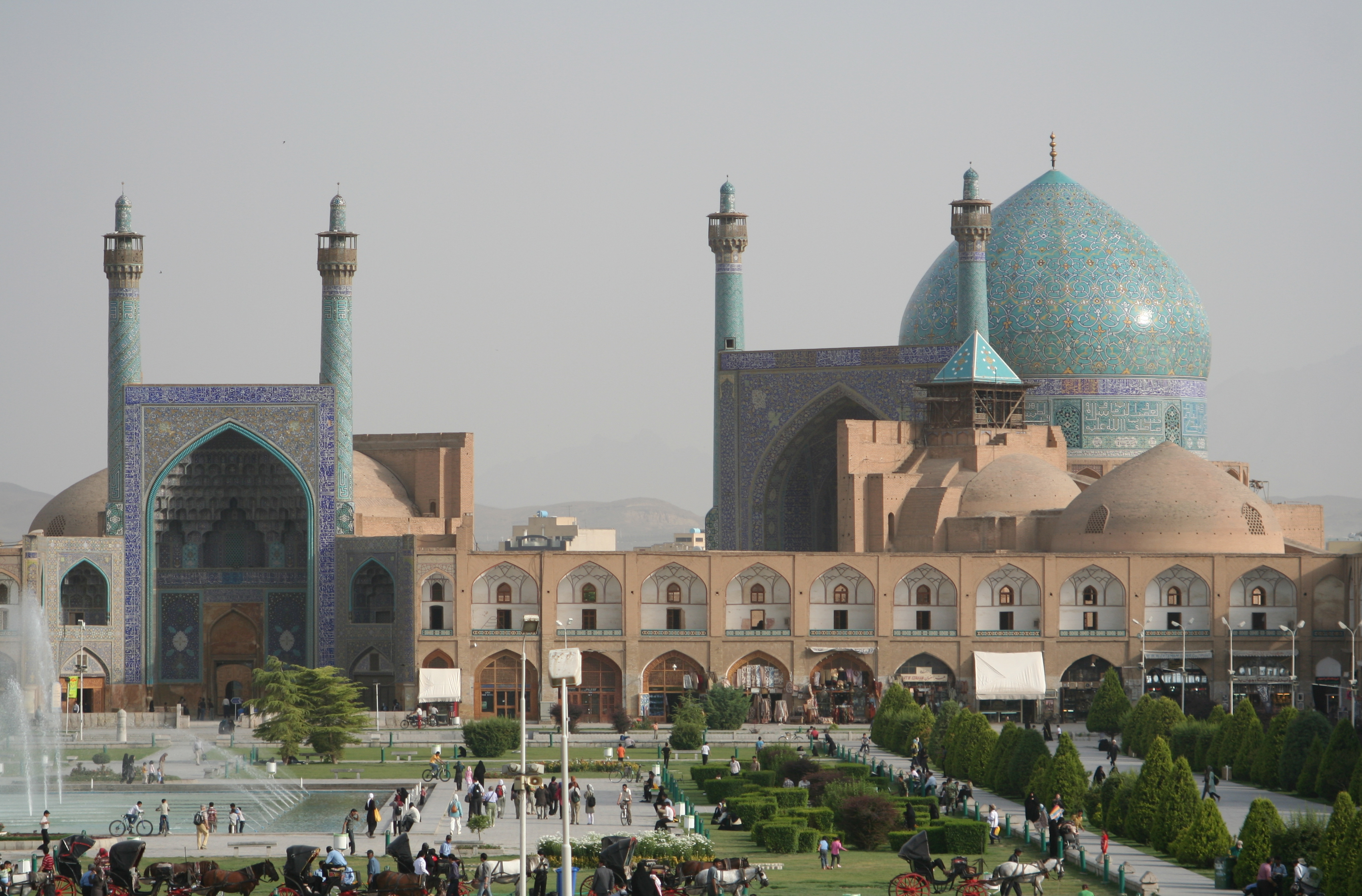
مسجد شاه در اصفهان، ایران
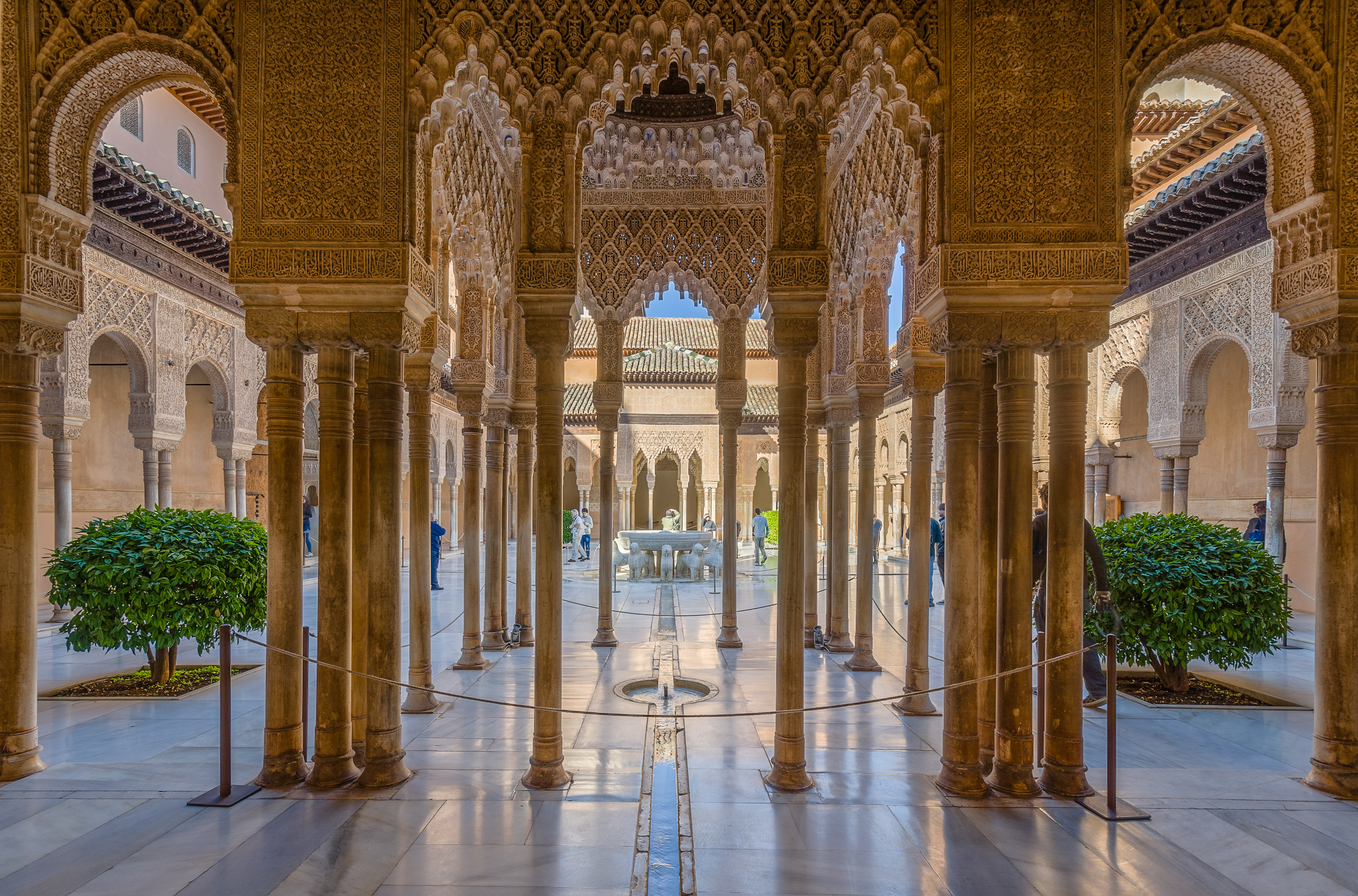
الحمرا در گرانادا، اسپانیا
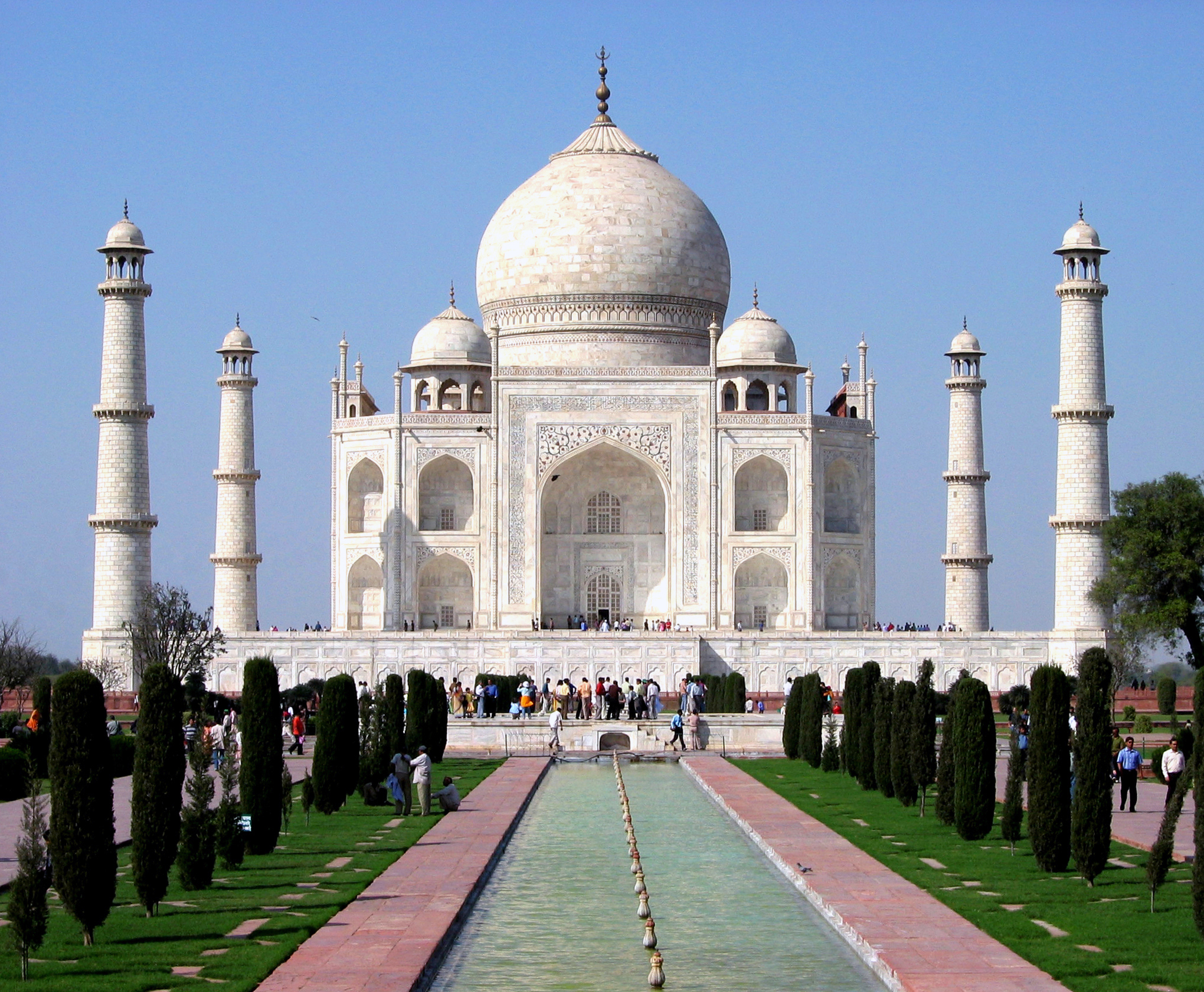
تاج محل در آگره، هند
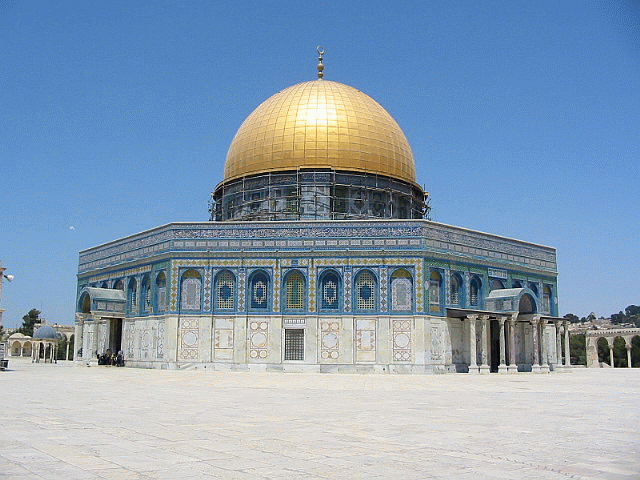
قبةالصخره در بیت المقدس
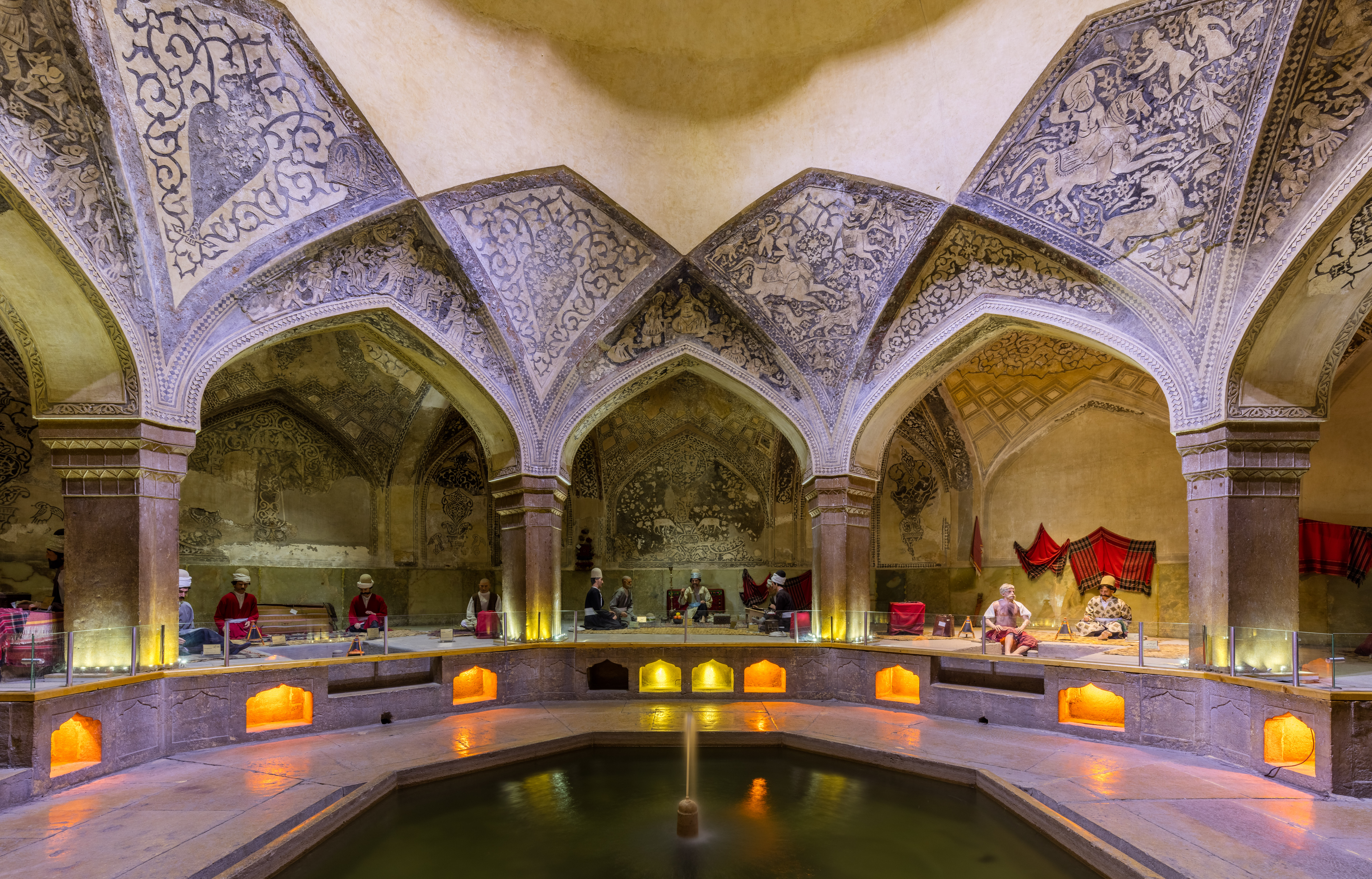
حمام وکیل، شیراز
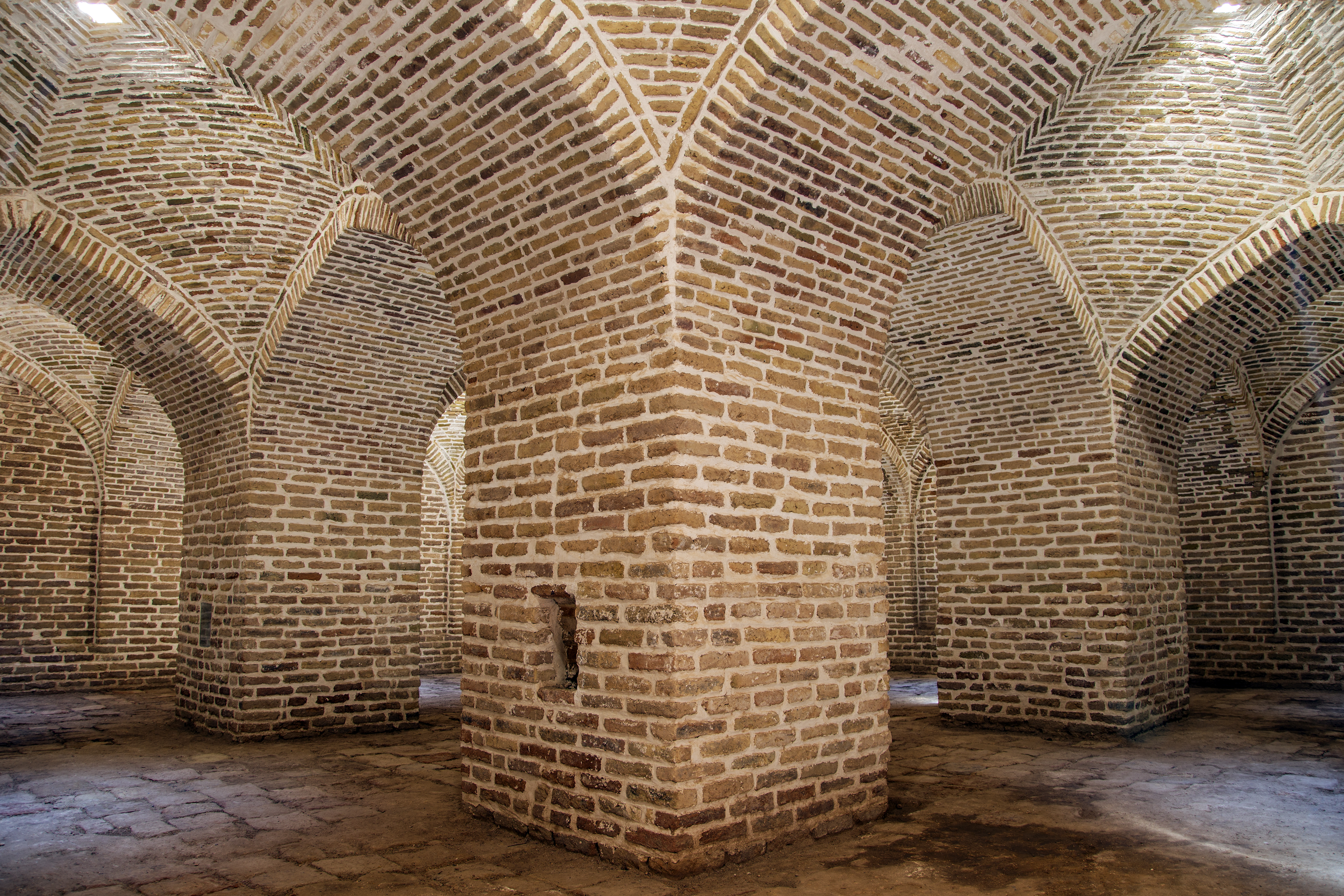
معماری مسجد کاروان‌سرای ساسانی دیرگچین استان قم
بخشی از کاشی‌کاری‌های ورودی مسجد شاه اصفهانبخشی از کاشی‌کاری‌های ورودی مسجد شاه اصفهان

#### قرون وسطی
در قرون وسطی در اروپا، اصناف معماری برای ساماندهی معاملات شکل گرفتند و قراردادهای کتبی آنها به ویژه در رابطه با ساختمان‌های کلیسایی هنوز برجای مانده است. نقش معمار معمولاً با نقش استاد بنا یکی بود.
عمده پیمان‌های معماری مربوط به ساختمان‌های صومعه‌ها و کلیساها بود. از سده ۹ میلادی به بعد، حرکت روحانیون و تجار باعث گسترش دانش معماری در سراسر اروپا شد، و در نتیجه آن سبک‌های پان-اروپایی رمانسک و گوتیک شکل گرفت.

اواخر قرون وسطی شاهد ظهور معماری عثمانی بود، که در سرتاسر امپراتوری عثمانی از آناتولی تا بالکان، و اروپای مرکزی تا فراتر از سواحل دریای سیاه گسترش یافت. تقریباً تمام آثار معماری عثمانی‌ها در مناطقی که نهایتاً در آنجا شکست داده شدند و مجبور به خروج شدند از بین برده شدند.

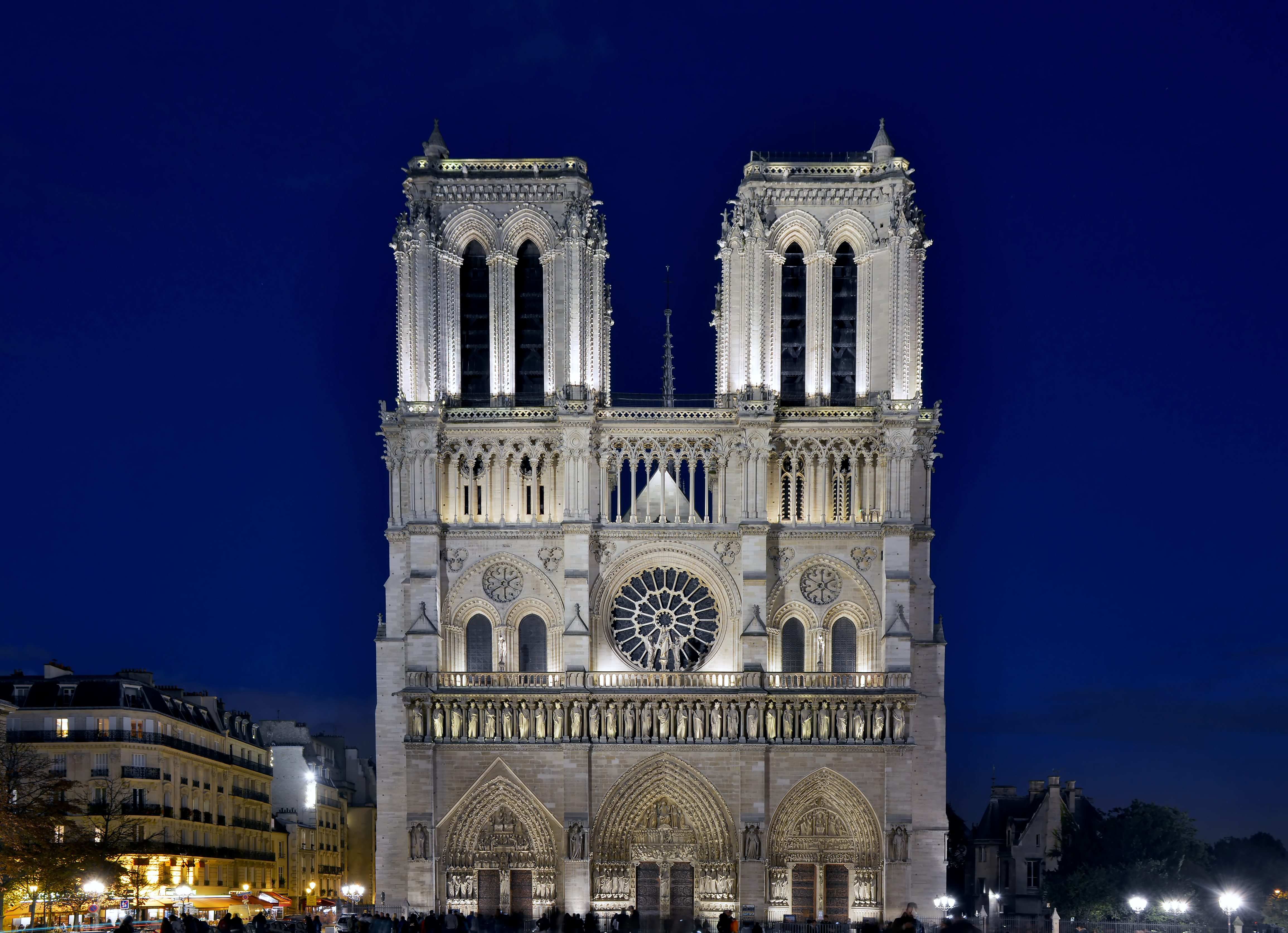
کلیسای نتردام در پاریس
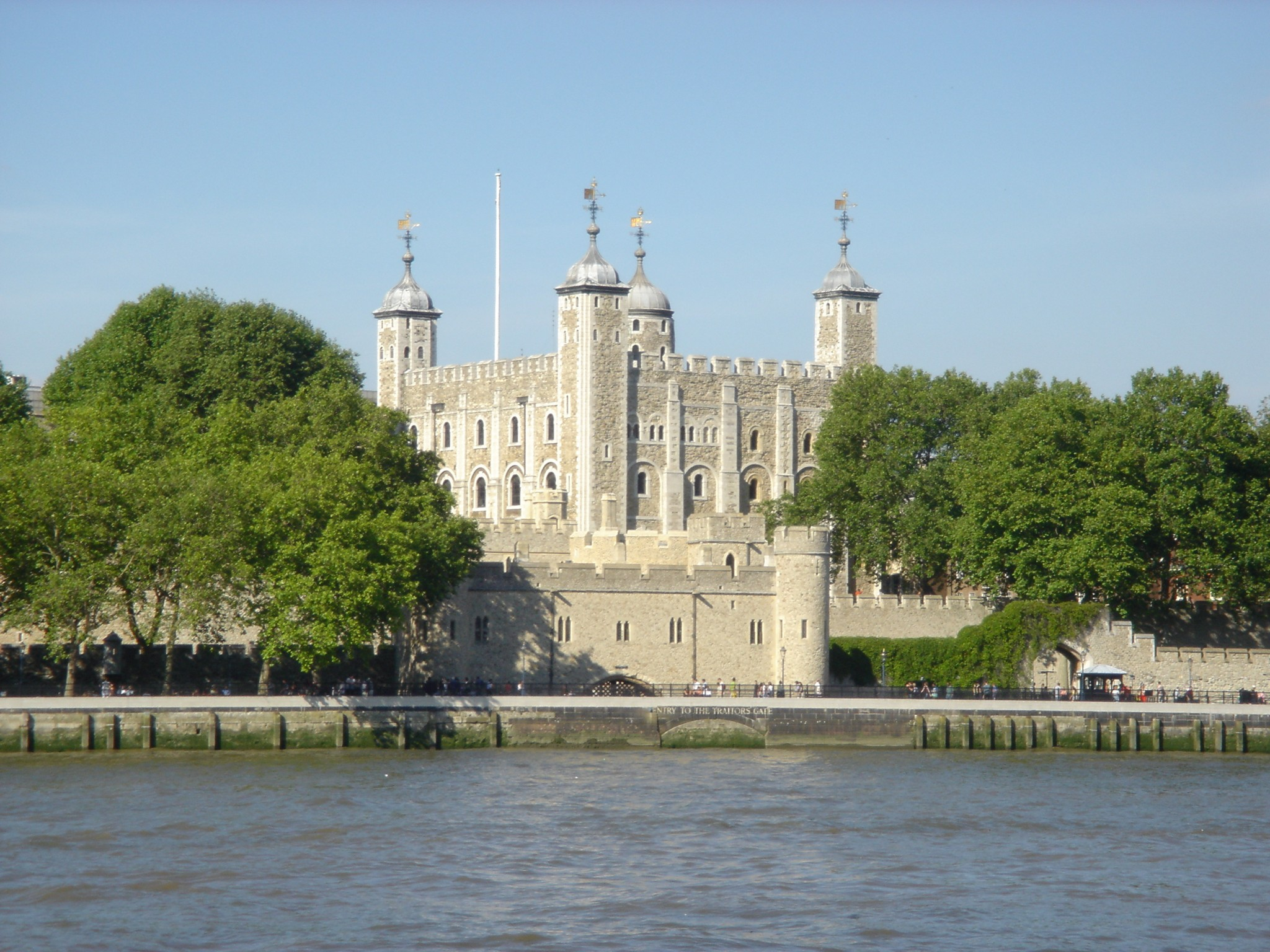
برج لندن در انگلستان
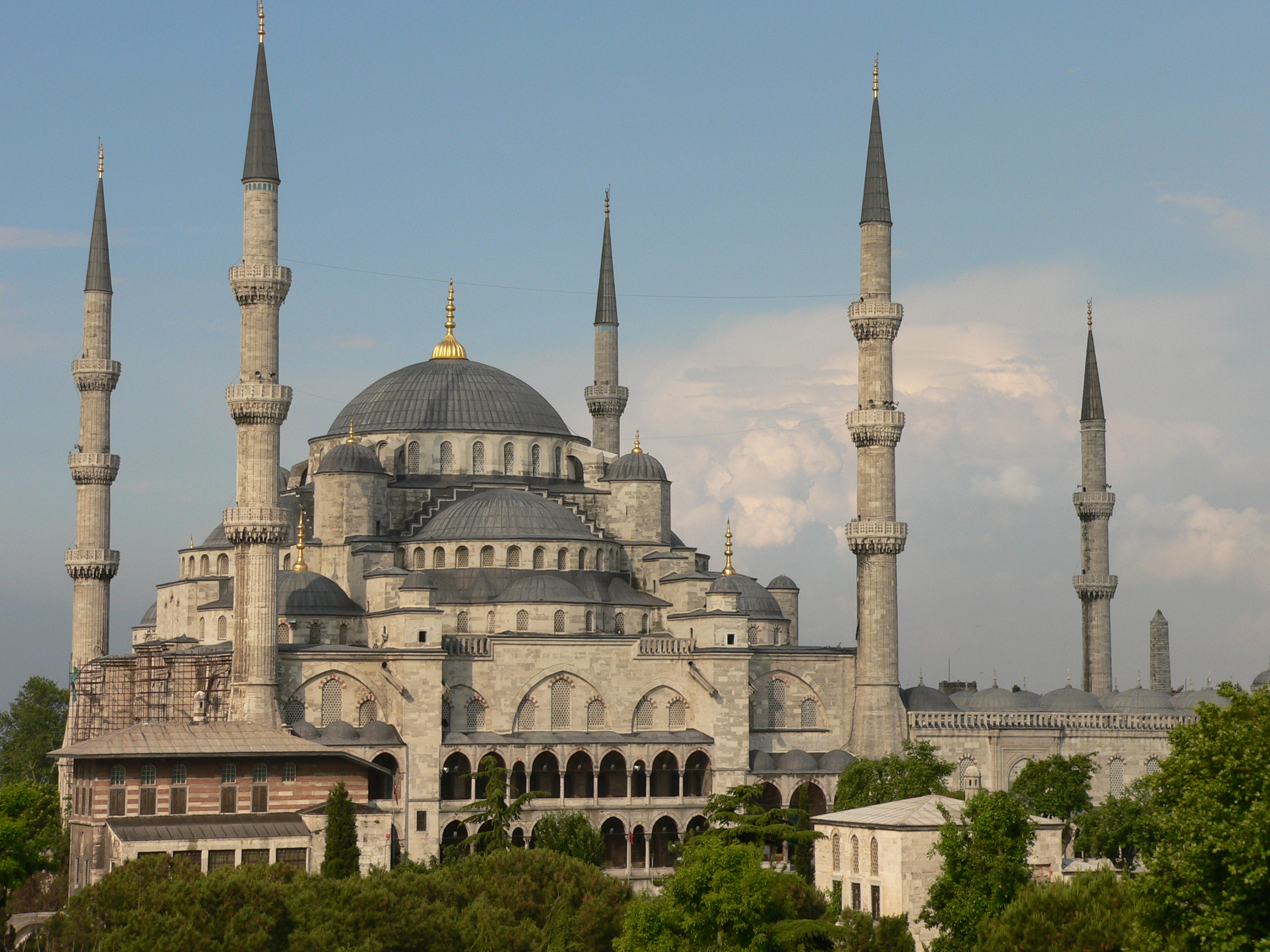
مسجد سلطان احمد در استانبول
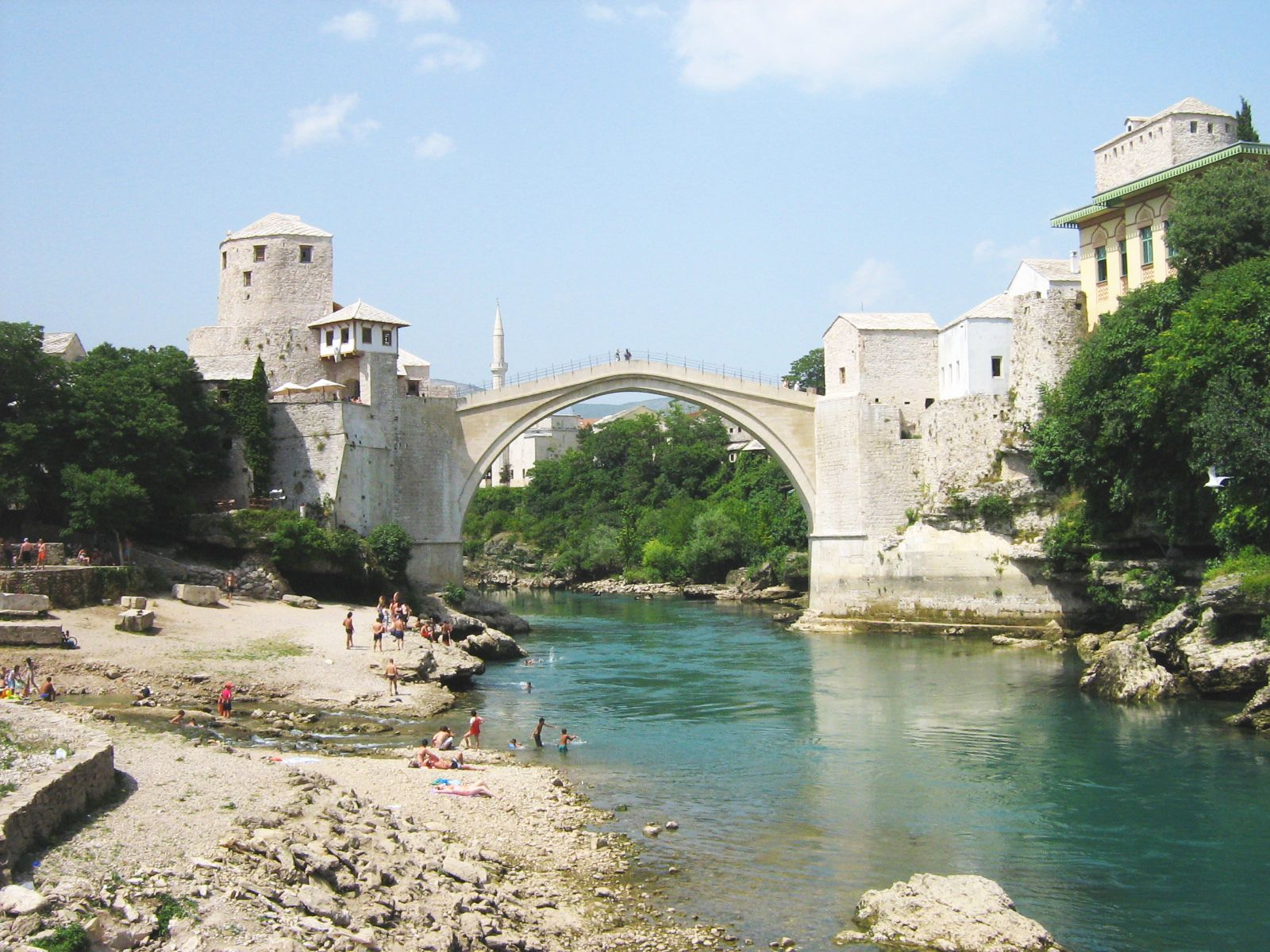
استاری موست متعلق به قرن ۱۶ میلادی. پل دوره عثمانی

### مدرنیسم
در حدود آغاز قرن بیستم، نارضایتی عمومی از تأکید بر معماری احیاگر و جزئیات بسیار، باعث ایجاد بسیاری از خطوط فکری جدید شد که به عنوان پیشروهای معماری مدرن شناخته می‌شوند. انجمن معماری و هنر آلمان به نام Deutscher Werkbund که در سال ۱۹۰۷ تأسیس شد، یکی از پیشروهای تأثیر گذار بر معماری نوین می‌باشد که با هدف ساخت اشیای با کیفیت‌‌تر ماشین‌ساز تأسیس شد. ظهور حرفه «طراحی صنعتی» معمولاً از اینجا در نظر گرفته می‌شود.
زمانی که مدرنیسم در معماری شکل گرفت، این کار یک حرکت آوانگارد با زیرلایه‌های زیبایی شناختی، اخلاقی، فلسفه ای محسوب می‌شد. بلافاصله پس از جنگ جهانی اول، معماران پیشگام مدرن به دنبال ایجاد سبکی کاملاً جدید و مناسب برای نظم اجتماعی و اقتصادی جدید پس از جنگ بودند که بر تأمین نیازهای طبقات متوسط و کارگر متمرکز بود.

معمارانی مانند میس فن در روهه، فیلیپ جانسون و مارسل برور تلاش می‌کردند تا زیبایی را بر اساس ویژگی‌های ذاتی مواد ساختمانی و روش‌های مدرن ساخت خلق کنند و از اشکال هندسی ساده و سنتی، و روش‌های جدیدی که انقلاب صنعتی فراهم کرده بود استفاده می‌کردند، از جمله سازه‌های فولادی، که باعث شکل‌گیری برج‌های بلندمرتبه شد. توسعه و ساخت طرح سازه لوله‌ای توسط فضل الرحمان خان در ساخت ساختمان‌های بلندمرتبه یک دستاورد فنی محسوب می‌شود.

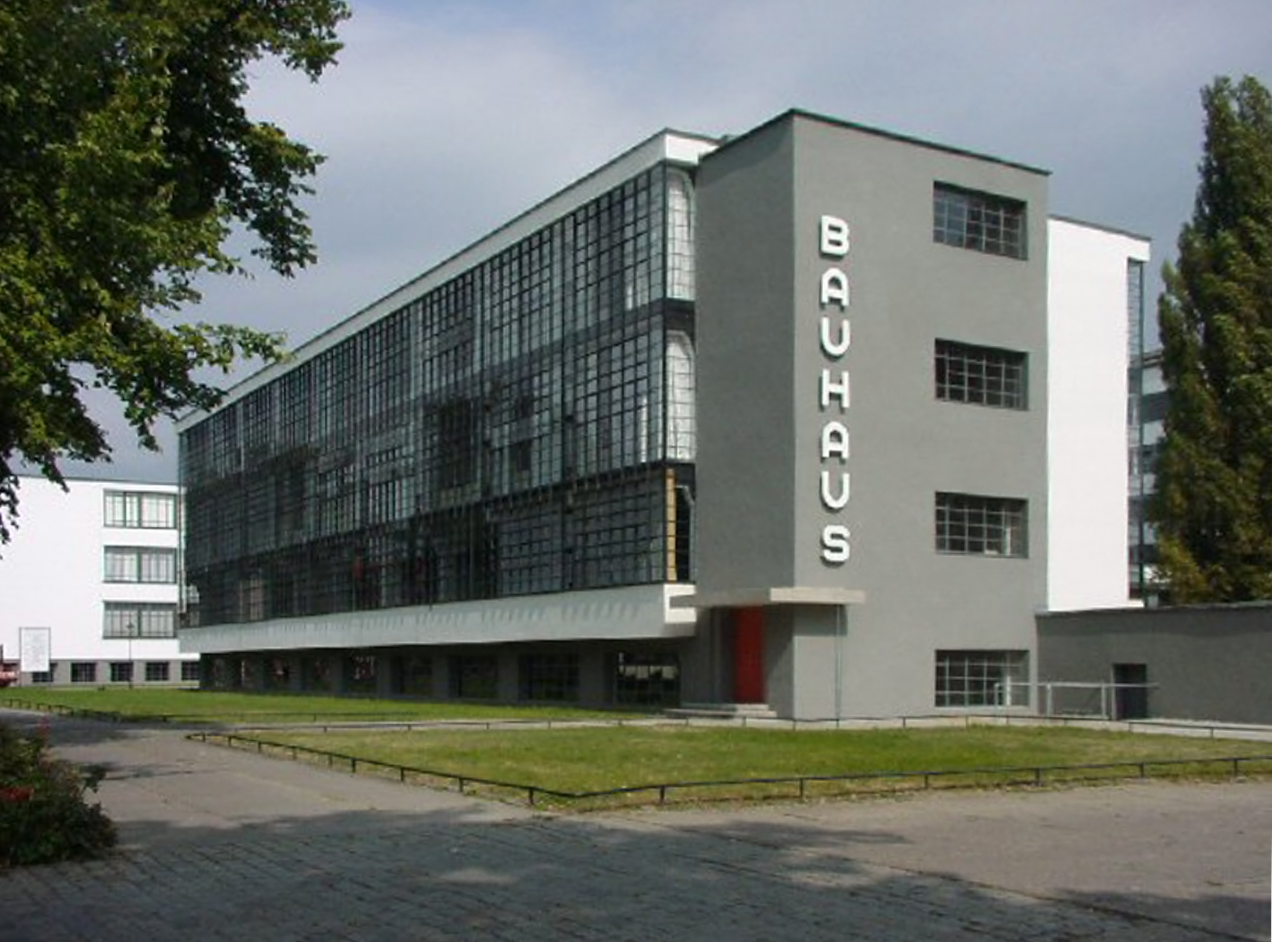
ساختمان مدرسه باوهاوس در دسائو آلمان
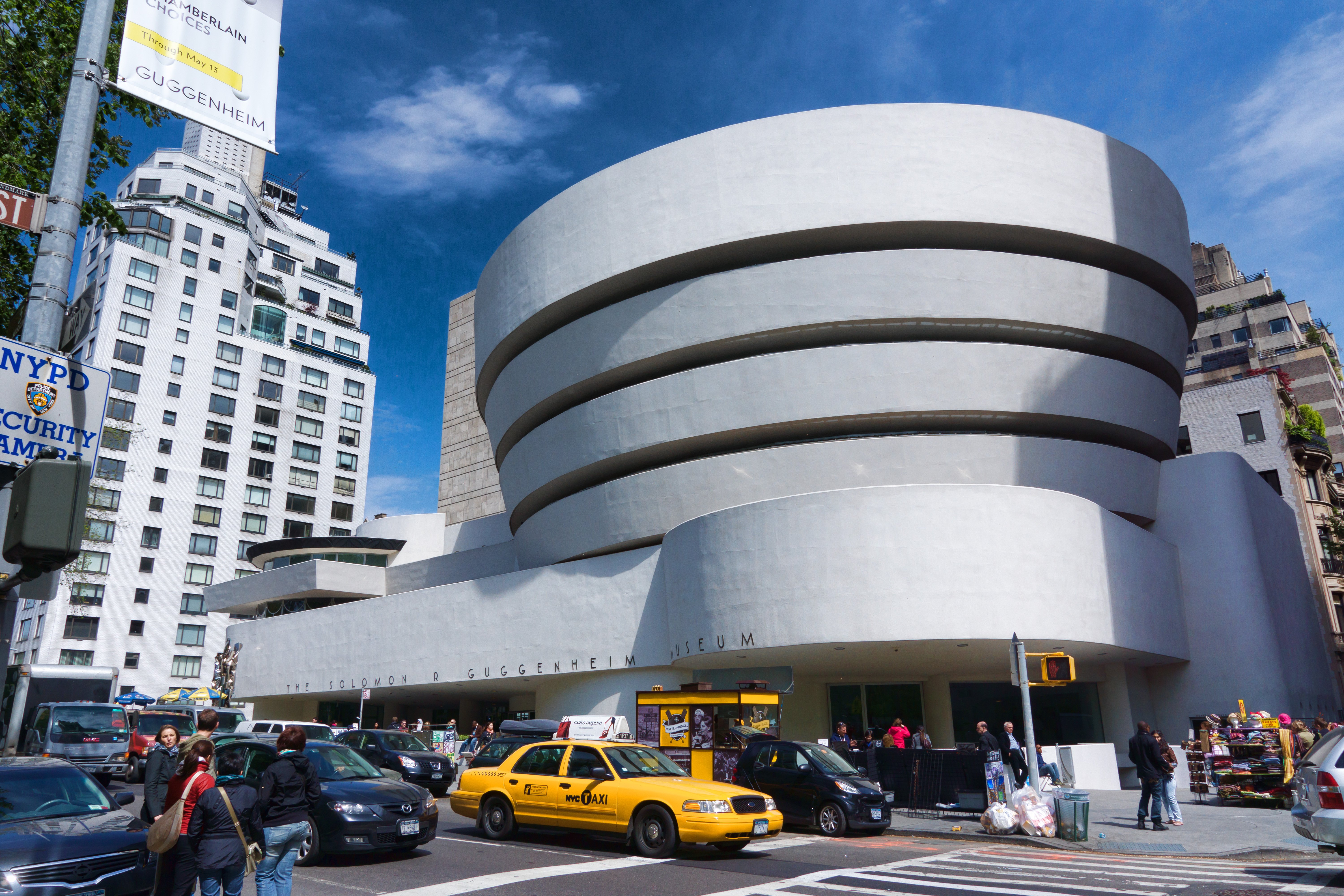
موزه گوگنهایم نیویورک، آمریکا
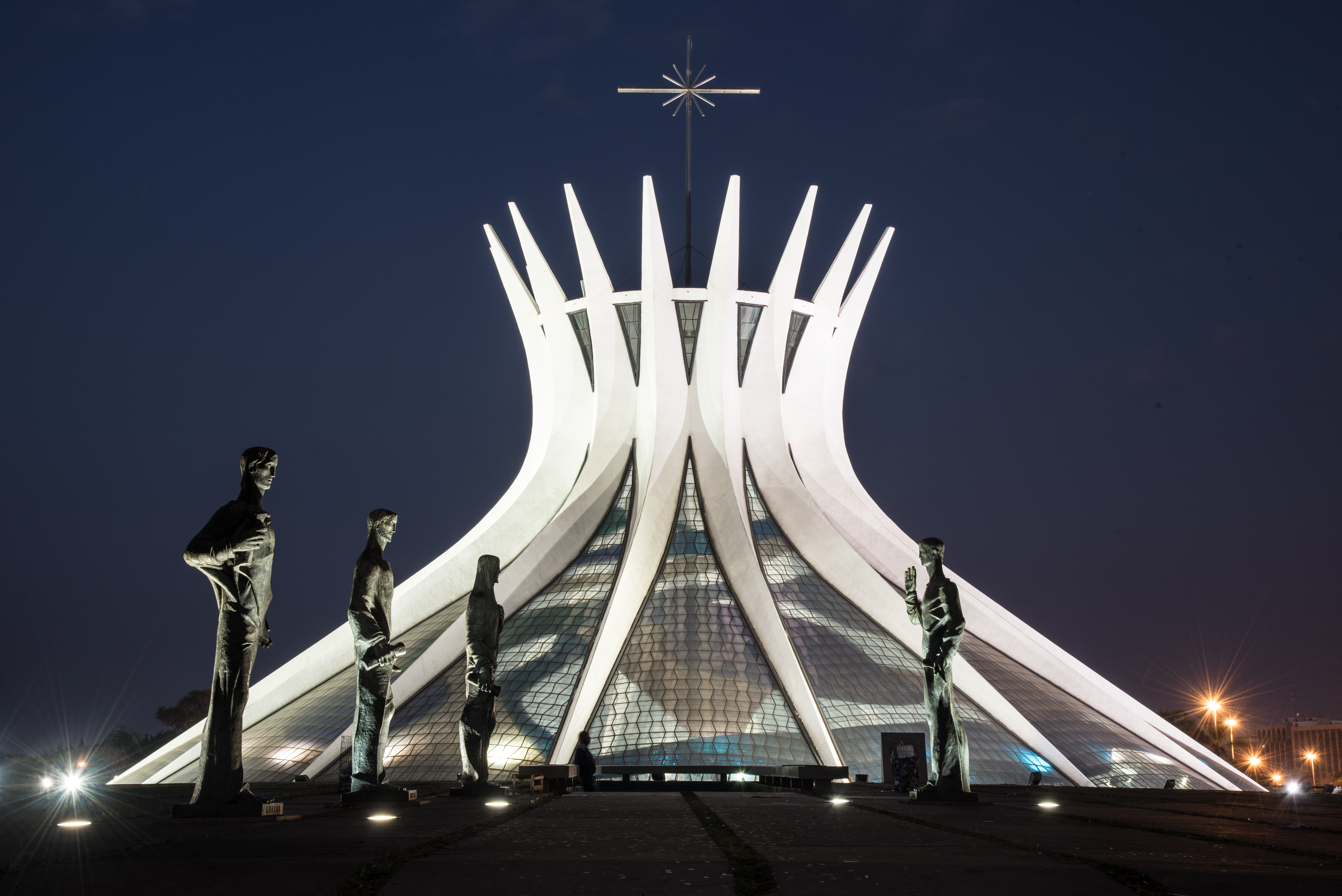
کلیسای جامع برازیلیا، برزیل
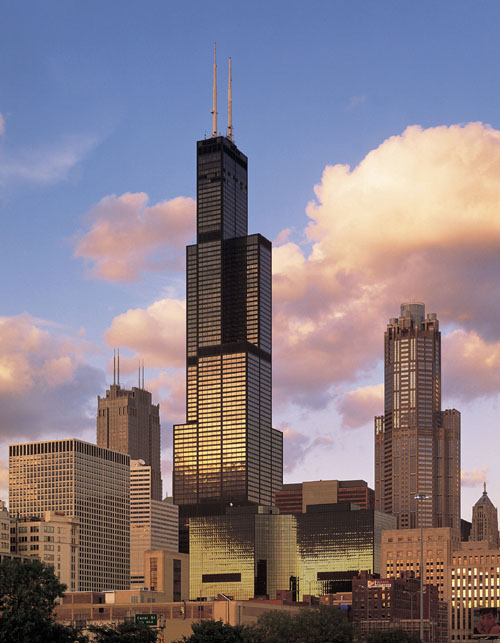
برج ویلیس در شیکاگو، آمریکا

### معماری معاصر
از دهه ۱۹۸۰ به بعد که پیچیدگی ساختمان‌ها در زمینه‌های مختلفی از قبیل سیستم‌های سازه ای، انرژی و فناوری افزایش یافته است، شاخه معماری به بخش‌های مختلفی تقسیم شده است. امروزه دیگر سازه‌های بزرگ نمی‌توانند فقط توسط یک شخص خلق شوند بلکه افراد زیادی در طراحی آن نقش دارند. مدرنیسم و پست-مدرنیسم توسط افرادی در تخصص معماری مورد نقد قرار گرفته‌اند، با این نگرش که معماری موفق اهداف فردی زیبایی شناختی، فلسفی یا شخصی نیست، بلکه هدف آن باید برطرف کردن نیازهای روزانه افراد باشد و باید از فناوری برای بهبود شرایط زندگی در آن استفاده شود.
ساختمان پایدار تبدیل به یک مفهوم همه گیر شده است و تأثیر عمیقی بر معماری گذاشته است. بسیاری از توسعه دهندگان تحصیل کرده امروزی، که در تأمین مالی ساخت ساختمان‌ها شرکت دارند، به جای راه حل‌های هزینه محور فوری، راه حل‌های طراحی دوستدار محیط زیست و پایدار را تشویق می‌کنند. مثال‌های عمده آن استفاده از طراحی سامانه غیرفعال خورشیدی، طراحی‌های پشت بام سبز، استفاده از مواد زیست تخریب پذیر، و توجه بیشتر به مصرف انرژی ساختمان‌ها می‌باشد. این جابجایی عمده در معماری باعث شده تا در دانشکده‌های معماری به موضوع محیط زیست بیشتر پرداخته شود. شتاب زیادی در تعداد ساختمان‌هایی که به دنبال ساخت با معیارهای ساختمان سبز طراحی پایدار هستند، وجود دارد.

به‌طور همزمان، جنبش‌هایی که در شهرگرایی جدید، معماری نمادین و معماری کلاسیک نوین اتفاق افتاده است نگرش پایدار را از طریق رشد هوشمند، معماری بومی و طراحی‌های سنتی تشویق می‌کند.

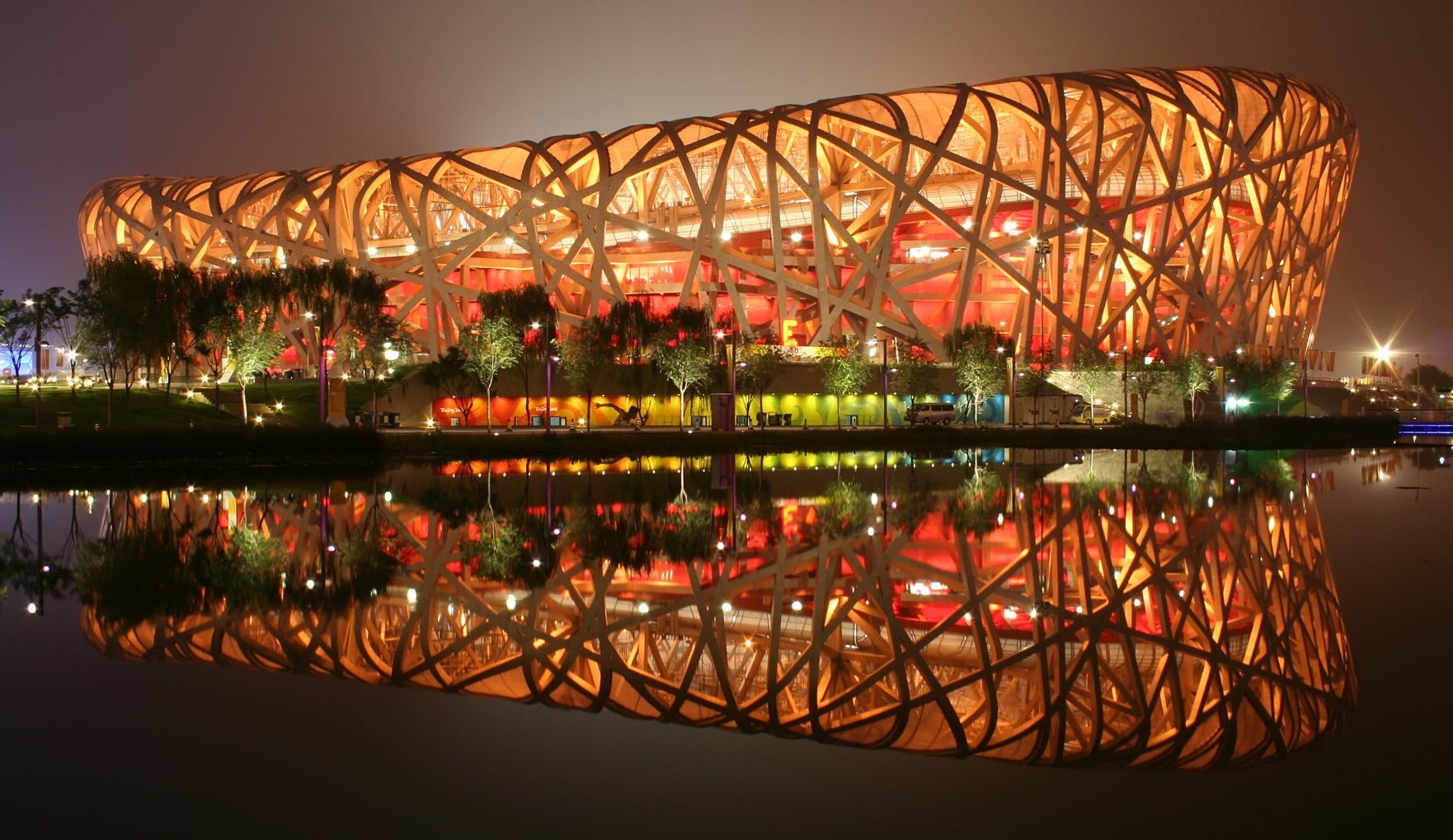
استادیوم ملی پکن
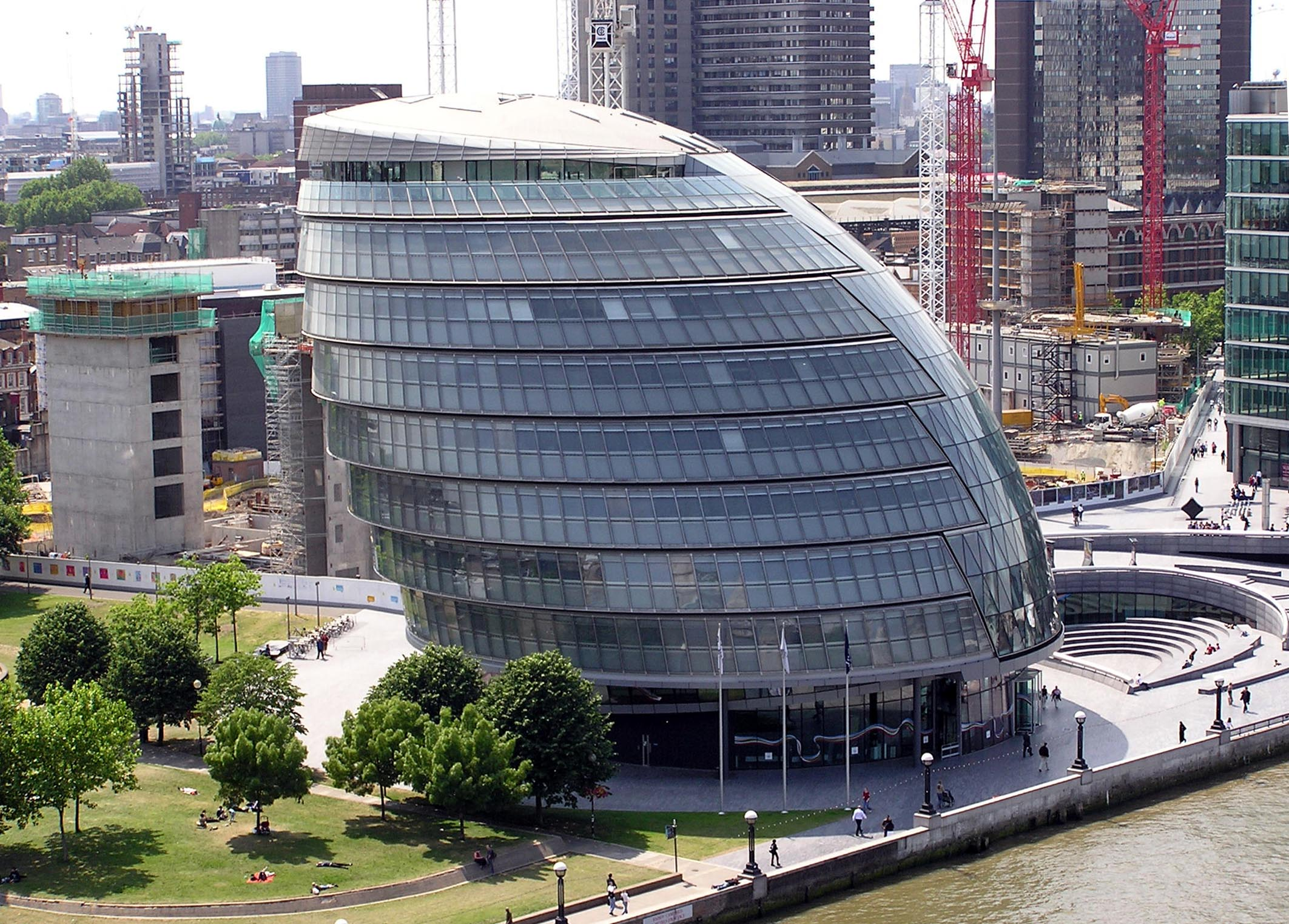
سیتی هال لندن، انگلستان
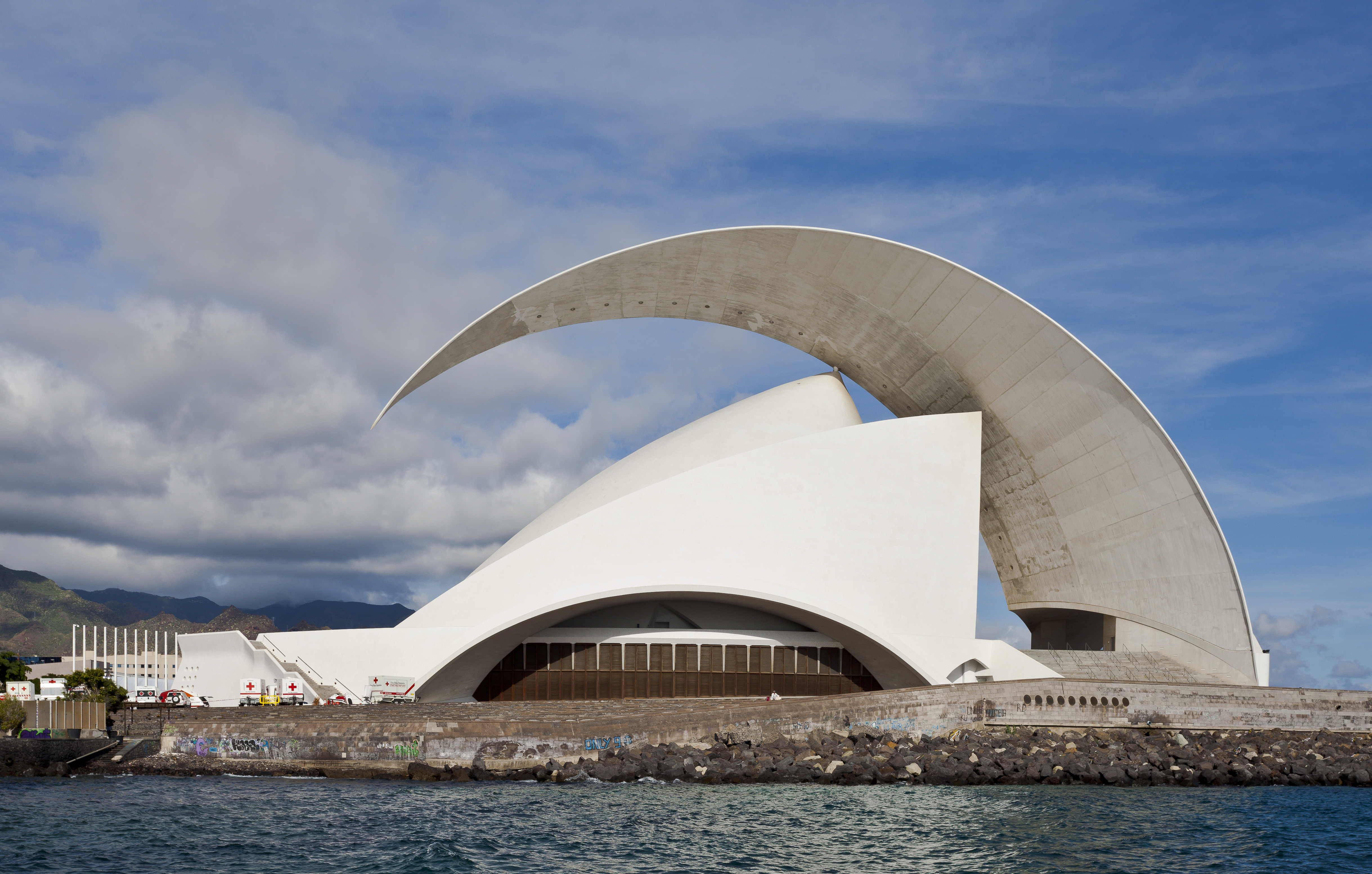
تالار تنریفه، جزایر قناری اسپانیا
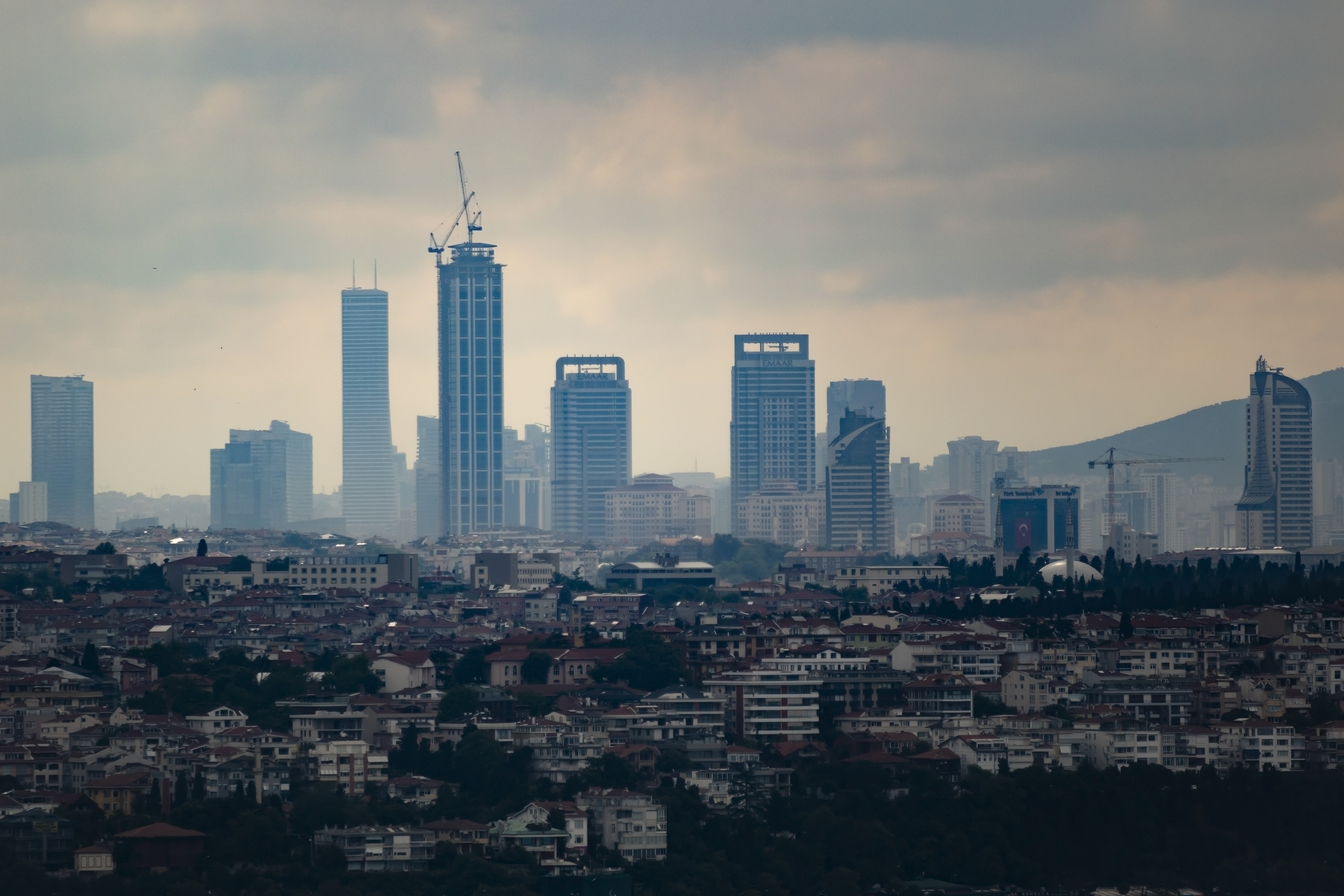
برج‌های شهر استانبول ترکیه

## معماری و هنر

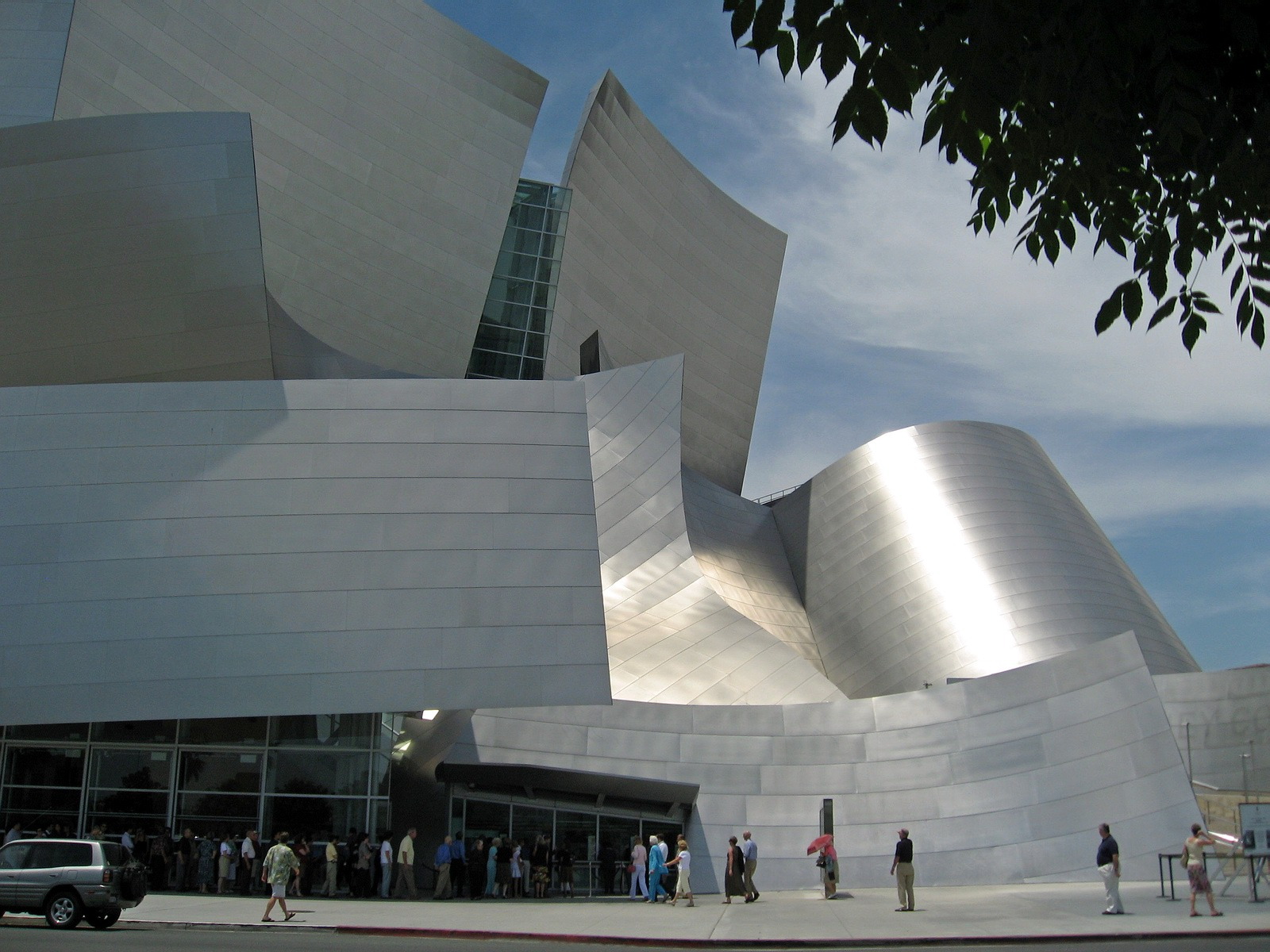
سالن کنسرت والت دیزنی در لوس آنجلس، اثر فرانک گری

معماری یک هنر اجتماعی است. معماران گاه بناهایی را با ایده‌های شخصی طراحی می‌کنند و حتی می‌سازند، ولی بیشتر ساختمان‌ها با توجه به نیازهای اجتماعی طراحی می‌شوند. معمولاً از معماران انتظار می‌رود که یک ساختمان مشخص را در یک مکان مشخص طراحی کنند. در روند ساخت یک ساختمان افراد زیادی درگیر می‌شوند؛ به مقدار زیادی سرمایه و منابع و به تخصص‌های دیگری به جز معمار نیاز است. همچنین قوانین و آیین‌نامه‌های ساختمانی، تصمیم‌گیری‌های معمار را محدود می‌کنند.
در طراحی یک ساختمان معمار تصمیم‌گیرندهٔ نهایی است؛ ولی خواست جامعه، قوانین و درخواست‌های کارفرما بر تصمیم‌های او اثر می‌گذارد. اتفاقی مشابه نیز در مورد ظاهر و نمای ساختمان‌ها می‌افتد. حتی امروزه که از تجربه‌های جدید و ناآشنای ظاهری استقبال می‌شود، در بسیاری از شهرها به‌ویژه شهرهای تاریخی مقرراتی وجود دارد تا ساختمان‌های جدید در قالب شهری جا بیفتند و از یک زبان مشترک ظاهری پیروی کنند.
گرچه محدودیت‌هایی که توسط عوامل بیرونی بر تصمیم‌گیری معمار اثر می‌گذارد در میان بیشتر معماران، یک واقعیت پذیرفته شده است؛ ولی در تاریخ معمارهای مهم و معروفی نیز وجود داشته‌اند که بر روی کاغذ و بدون توجه به نیازهای جامعه یا حتی قوانین فیزیک، کار کرده‌اند؛ مانند جیوانی باتیستا پیرانسی و آنتونیو سنت-الیا. این نوع معماران گاه به تمسخر معمار کاغذی نامیده می‌شوند. 
با این همه نباید خواست اجتماع را به دیدهٔ یک مانع در برابر اهداف هنرمندانهٔ معمار نگریست. بیش‌تر معمارها به این درخواست‌ها به عنوان شرایط طبیعی یک مسیر هنری نگاه می‌کنند.
معماری به عنوان علم و هنر بارها در گذشته مورد بحث و مجادله بوده است. بیشتر مردم اتفاق نظر دارند که معماری هر دوی این‌ها است، اما (چه میزان هنر) و (چه میزان علم) یا برتری یک عامل بر دیگری در طول زمان بر حسب وضعیت‌های مختلف، متفاوت بوده است. این موضوع بحثی همیشگی است که اغلب تضادها و ستیزهای سختی را در میان معماران به همراه داشته است. معماران متمایل به (فرم) و (جاذبهٔ بصری) اغلب معماری را برای خود مطالبه می‌کنند. در حالی که معماران متمایل به (برنامه‌ریزی)، (سیر از سؤال به جواب)، (موضوعات اجتماعی) یا (معماری خورشیدی) اغلب در برابر گروه فرم‌گرا، موضعی دفاعی پیش می‌گیرند. برای درک توده و حجم معماری، باید گفت هنر از علم لطیف‌تر است. بدون تأمل و تفکر در تأثیرات هنر، که بسیار گسترده و نامحسوس است، عموماً نمی‌توان تأثیرات بی‌واسطه و محسوس علم را بر زندگی خود دریافت کرد. علاوه بر این، عموماً در تعریف هنر میان افراد جامعه توافق نظری مشاهده نمی‌شود، در صورتی که در پذیرش و تصدیق هنر، اتفاق نظر وجود دارد.

### رنگ در معماری

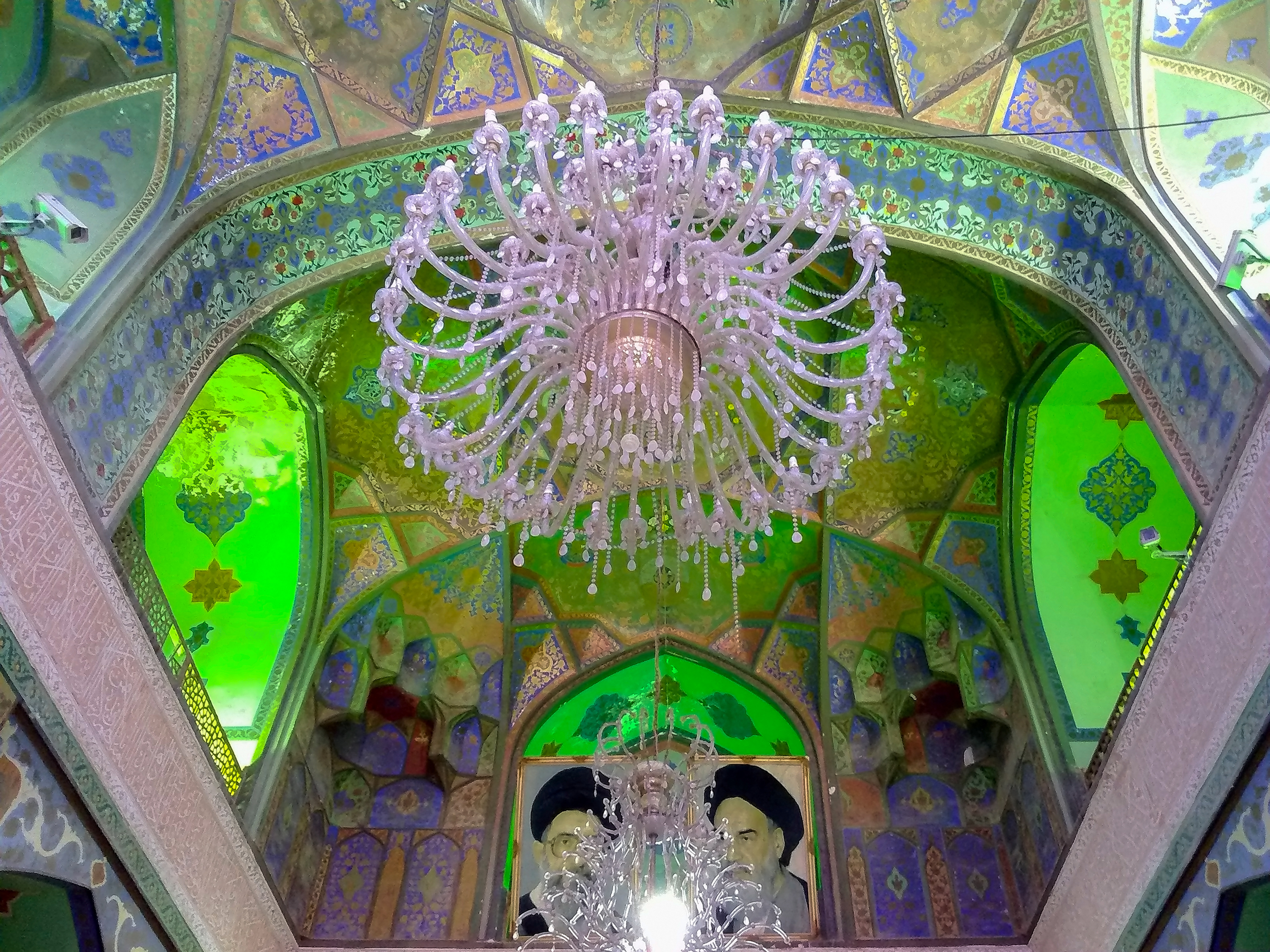
رنگ آمیزی سقف ایوان اصلی امامزاده علی ابن محمد باقر در روستای مشهد اردهال

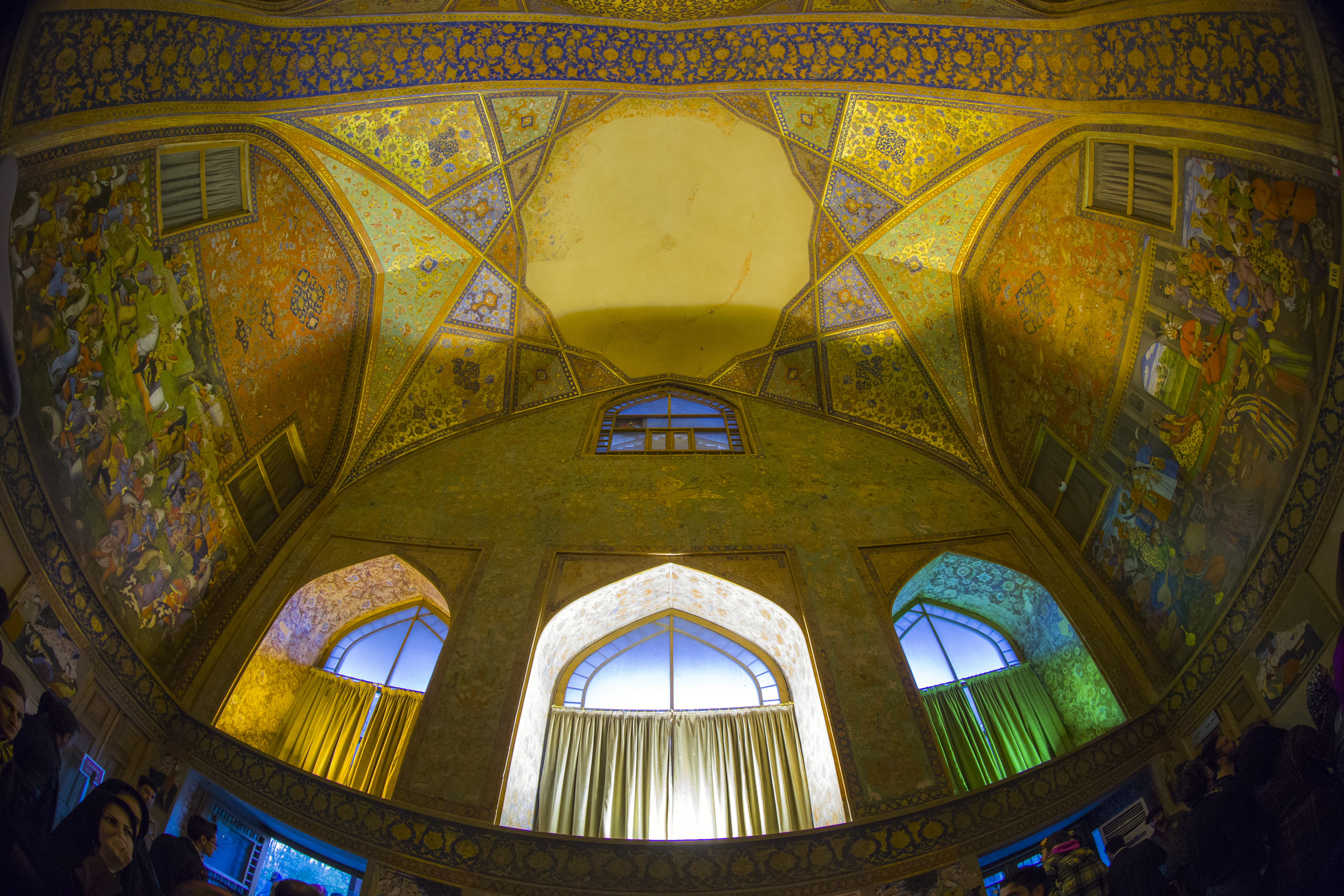
رنگ آمیزی سقف زیبای عمارت چهل ستون در اصفهان

یکی از ملاحظات روانشناختی رنگ که در کاربرد هنری رنگ اهمیت دارد، بررسی تأثیر متقابل رنگ‌ها است. جلوه یا اثر هر رنگ در جوار رنگ دیگر تغییر می‌کند هر رنگ نسبت به دیگری میزان تیرگی یا روشنی ذاتی اش را می‌نمایاند. معکوس کردن این ترتیب طبیعی، ناسازگاری رنگی به بار می‌آورد. هر رنگ دارای سه صفت یا سه بُعد دیداری مستقلاً تغییرپذیر است: فام، درخشندگی و پرمایگی فام، صفتی از رنگ است که جایگاه آن را در سلسلهٔ رنگی (از قرمز تا بنفش) معادل با نور طول موج‌های مختلف در طیف مرئی – مشخص می‌کند قرمز، زرد و آبی را فام‌های اولیه می‌نامند و چون مبنای سایر فام‌ها هستند، رنگ‌های اصلی نیز نام گرفته‌اند.
فام‌های ثانویه عبارتند از: نارنجی، سبز و بنفش که از اختلاط مقادیر مساوی از دو فام اولیه حاصل می‌شوند. فام‌های ثالثه از اختلاط فام‌های اولیه و ثانویه به دست می‌آیند: زرد- نارنجی (پرتقالی)، نارنجی- قرمز، قرمز- بنفش (ارغوانی)، بنفش- آبی (لاجوردی)، آبی- سبز (فیروزه‌ای)، سبز- زرد (مغز پسته‌ای). دوازده فام نامبرده را با ترتیبی معین در چرخهٔ رنگ، نشان می‌دهند.
در چرخهٔ رنگ، فام‌های ثانویه و ثالثه‌ای که بین یک زوج فام اولیه جای گرفته‌اند، دارای روابط خویشاوندی هستند و در کنار هم ساده‌ترین هماهنگی رنگی را ایجاد می‌کنند. مادامی که این رنگ‌ها با رنگ‌های خالص سفید و سیاه ترکیب شوند ایجاد بیشماری از رنگ‌ها و سایه‌های مختلف می‌نمایند.
درخشندگی، دومین صفت رنگ است و درجهٔ نسبی تیرگی و روشنی آن را مشخص می‌کند (غالباً نقاشان اصطلاح رنگسایه را نیز در همین معنا به کار می‌برند). معمولاً درخشندگی رنگ‌های فام دار را در قیاس با رنگ‌های بیفام می‌سنجند. در چرخهٔ رنگ، زرد بیشترین درخشندگی (معادل خاکستری روشن نزدیک به سفید) و بنفش کمترین درخشندگی (معادل خاکستری تیرهٔ نزدیک به سیاه) را دارد.
پرمایگی (اشباع)، سومین صفت رنگ است و میزان خلوص فام آن را مشخص می‌کند (گاه واژهٔ شدت را در این مورد به کار می‌برند). فام‌های چرخهٔ رنگ صد در صد خالصند ولی در طبیعت به ندرت می‌توان فام خالصی یافت. همچنین، کمتر رنگیزه‌ای حد اشباع فام مربوط به در چرخهٔ رنگ را داراست.

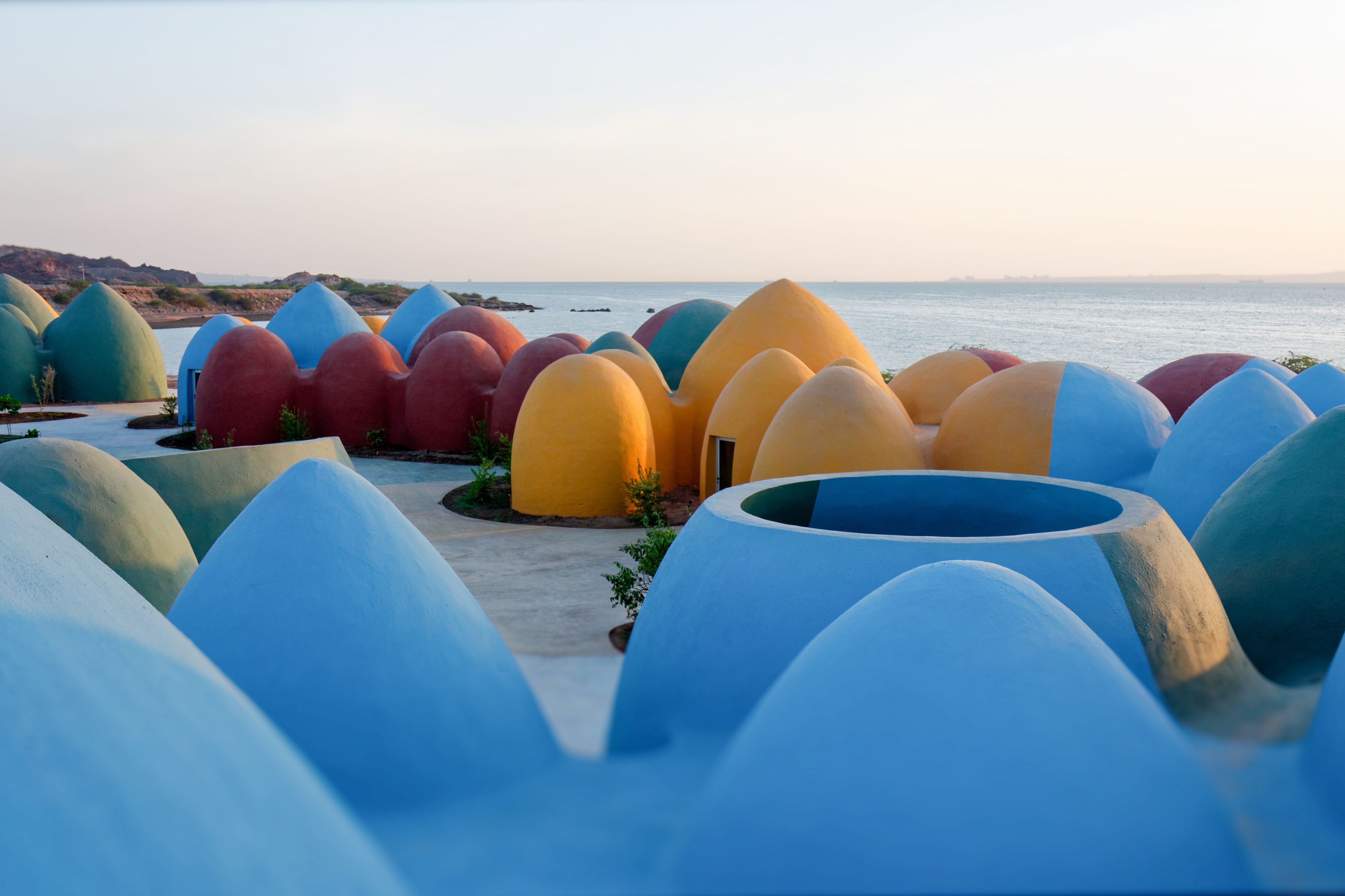
گنبدهای رنگی، اقامتگاه ماجرا در جزیره هرمز

رنگ‌های درخشان به تنهایی جذاب هستند اما اگر در یک الگو یا ردیفی منظم قرارگیرند از نظر بصری تأثیر بیشتری خواهند داشت. این نوع آرایش یک ساختار ساده را بر این رنگ‌ها حاکم می‌کند و در نتیجه یک مفهوم یا نوعی نظم را، ورای حضور محض رنگ‌ها، منتقل خواهد کرد.
دیوارها و پیش زمینه‌های روشن رنگ‌های سرد، مختصر کاهش در دمای بدن نگرنده ایجاد می‌کنند و رنگ‌های گرم باعث مختصر افزایش دمای بدن می‌شوند. به لحاظ بصری، رنگ گرم پیش می‌آید و رنگ سرد پس می‌نشیند.
پنجره‌ها و مبلمان با زمینه رنگ و سایز متوسط در مبلمان و پنجره‌هایی با سایز بزرگ شاهد آن هستیم که رنگ آن‌ها با یکدیگر مخلوط می‌شود و از لحاظ اثرگذاری بر محیط غالب خواهند شد. همچنین ثبات از بین رفته و تلویحاً نوعی تکان بصری ایجاد می‌کند. با مبلمان و پنجره‌های متوسط و با رنگی متعادل و متوسط می‌توانیم ترکیب بندی با ثبات داشته باشیم. هر ترکیب بندی را می‌توان کارآمد دانست به شرط این که عناصر صحنه به‌طور مؤثر با بینندگان مورد نظر آن، ارتباط برقرار کند. در اغلب موارد، نکته اساسی در شناسایی عناصر کلیدی صحنه نهفته است تا با نظم مبلمان و میزان نور، آن‌ها را از دل سایر عناصر تصویری متفرقه، بیرون بکشید. همین اشیاء مزاحم، صحنه‌ها را مخدوش می‌کنند و همچنین، بهتر است به جای تمرکز زیاد روی جزئیات خیلی خاص، تنها روی ساختار کلی صحنه تمرکز کنید. چراکه تأثیر آن‌ها در مقابل ترکیب بندی عمومی، بسیار سطحی است.
ملحقات تیره، از این رو چشمان شما به سمت رنگ تیره‌تر کشیده می‌شوند و شما در روشی قادر خواهید بود ملحقات و اثاثیه‌ها را نظم دهید تا هادی دید و کیفیت بصری روان باشند.
رنگ زندگی است زیرا جهان بدون رنگ برای ما مرده جلوه می‌کند، رنگ‌ها ایده آغازین و ثمره نور اصلی بدون رنگ هستند و مقابل آن‌ها تاریکی بدون رنگ است. نور اولین پدیده در جهان است از طریق رنگ‌ها روح و طبیعت زنده جهان را برای ما آشکار می‌سازد.
همچنین کلمه و آوای آن، شکل و رنگ اش، رگه‌های اصلی از ذات فوق طبیعی است که ما تصویری اندک از آن داریم. همان‌طور که صدا، رنگ، جلا به لفظ می‌بخشد، همین‌طور هم رنگ به‌طور طبیعی به فرم شکل خاصی می‌دهد. ماهیت اصلی رنگ طنینی از تصورات خیالی است و در این حالت رنگ موسیقی است. زمانی که اندیشه مفهوم، قاعده مندی، لمس رنگ و طلسم آن، شکسته است آنگاه در دستان خود جز جسم بی‌روح چیز دیگری نداریم.
رنگ‌های نارنجی و آبی، رنگ‌های مکمل هستند و مخلوط این رنگ‌ها، رنگ خاکستری به وجود می‌آورد. وقتی ناظر در این مکان قرار می‌گیرد، نورهای متفاوتی دریافت خواهد کرد که این نورها متناوباً با نارنجی و آبی است و دیوارها این رنگ‌ها را با زوایای دائماً متغیر انعکاس می‌دهد. این تأثیر متقابل احساسی از غنای رنگ به انسان می‌بخشد.
رنگ‌ها نیروها و انرژی‌های درخشنده‌ای هستند که چه آگاه و چه ناخود آگاه روی ما اثر مثبت و منفی خواهند داشت. هنرمندانی که شیشه‌های رنگین خلق می‌کنند از رنگ برای خلق چنان محیطی معنوی و اسرارآمیز استفاده می‌کردند تا اندیشه‌های پرستش کنندگان را بر دوش شاهین معنویت به پرواز درمی‌آورند. اثرات رنگ نه تنها از لحاظ بصری بلکه از جنبه‌های روان‌شناسی و روان شناختی نیز باید بررسی شوند.
سطوح رنگ باید شکل، وسعت و حدود خود را از خود رنگ و نوسان شدت آن (رنگ) کسب کند نه اینکه با خطوط از پیش معین شده باشد.
همچنین، شکل‌ها نیز دارای خصوصیت گویا و معنی دار نظام زیباشناختی خود هستند. در طراحی، این کیفیت‌های معنی دار شکل و رنگ می‌بایست با یکدیگر مطابقت داده شوند.
یعنی شکل و رنگ در معنی دار بودن و مفهوم خود یکدیگر را تأیید و اثبات می‌کنند. سه شکل اصلی مربع، مثلث و دایره نیز مانند سه رنگ اصلی قرمز، زرد و آبی دارای خصوصیات مفهومی و بیانی مشخص هستند.
مربع، نمایانگر ماده، وزن و حدود مشخص است و حسی از کشش و امتداد و تجربه حرکت را القاء می‌کند. مربع با رنگ قرمز منطبق است و وزن حجم قرمز با شکل سنگین و ساکن مربع مطابقت دارد.
مثلث با زوایای حاد و تند، تأثیر ستیزه‌جویی، پرخاش و تهاجم را ایجاد می‌کند. مثلث سمبل تفکر است و حالت و خصوصیت بی وزن آن با زرد روشن هماهنگی دارد.
دایره بر عکس مربع، احساسات را ملایم و معتدل و حس آرامش و حرکت آرام و آهسته را القاء می‌کند. دایره سمبل روح است که در درون خود همواره در حال حرکت است.
تطابق و تناسب هر رنگ با شکل مربوط به خود مستلزم همانندی و توازن است. اگر رنگ‌ها و شکل‌ها در بیان مفاهیم و حالات توافق داشته باشند، تأثیرات آن دو چندان خواهد بود.

## معماری و مهندسی

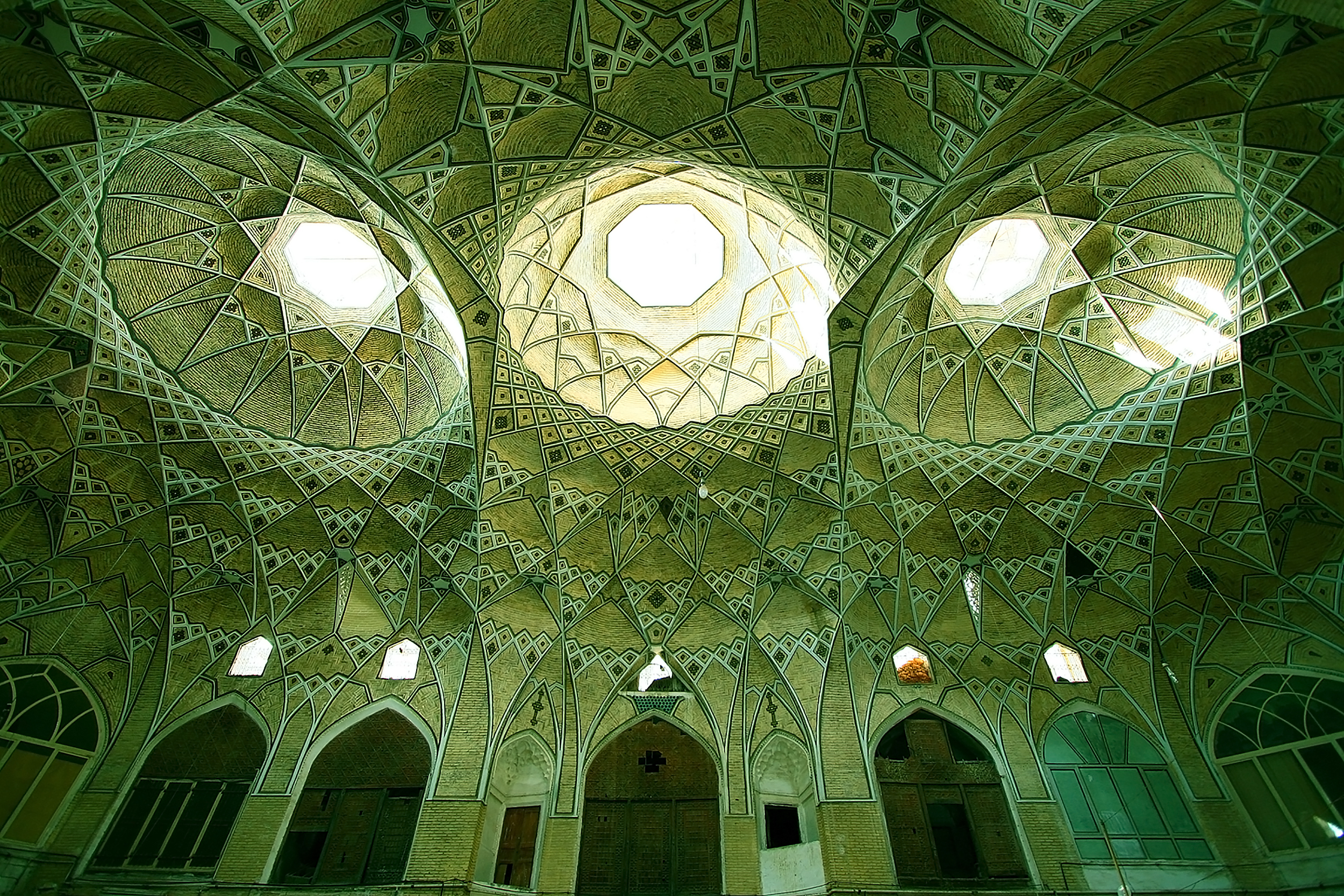
تیمچه در قم

همان‌گونه که معماری رابطه‌ای مشخص با هنرهای زیبا دارد، رابطهٔ مشخصی هم با مهندسی دارد. معمار می‌تواند نقش یک مهندس را بازی کند اما نباید فراموش شود که هر یک از این دو حرفه، تعریف مشخصی دارند. بیش‌تر ساختمان‌های تاریخی که مورد تحسین واقع شده‌اند، به دست اشخاصی ساخته‌شده‌اند که هم معمار و هم مهندس بوده‌اند. هر بنا نیاز به پیش‌بینی‌های تکنیکی دارد که کار مهندس است. در حالی که معمار علاوه بر دیدن این نیازها، باید فراتر رود و معنا، حس یا ایده‌ای را منتقل کند. برای مثال یک بنای مذهبی مثل کلیسا باید بیان‌کنندهٔ یک نظم کیهانی، منتقل‌کنندهٔ احساس ایثار و حتی آموزش‌دهندهٔ ایمان و فلسفهٔ مذهبی از لابلای ریختها و تزئینات باشد. یک ساختمان حکومتی هم باید دارای شخصیت خاص باشد و بازدیدکنندگان (یا شهروندان) را به یک رفتار مورد انتظار وادارد. خانه‌ها باید عمل‌کرد ایمن و شخصیتی گرم و خانگی داشته باشند. این اهداف و سیاست‌ها توسط فرهنگ یا حتی خود شخص سازنده تعریف می‌شود و در حوزهٔ کاری معمار (و نه مهندس) قرار دارد.
برخی معماران بارها عنوان کرده‌اند که یک بنای کارکردی و ایستا ذاتاً زیبا و مطلوب است و معماری باید تنها به عنوان شاخه‌ای از مهندسی شناخته شود. با این همه این دیدگاه، منتقدان بسیاری دارد و بناهای کمی واقعاً با در نظر داشتن این تئوری، طراحی و ساخته می‌شوند.

## ویترویوس: ایستایی، کارایی، زیبایی

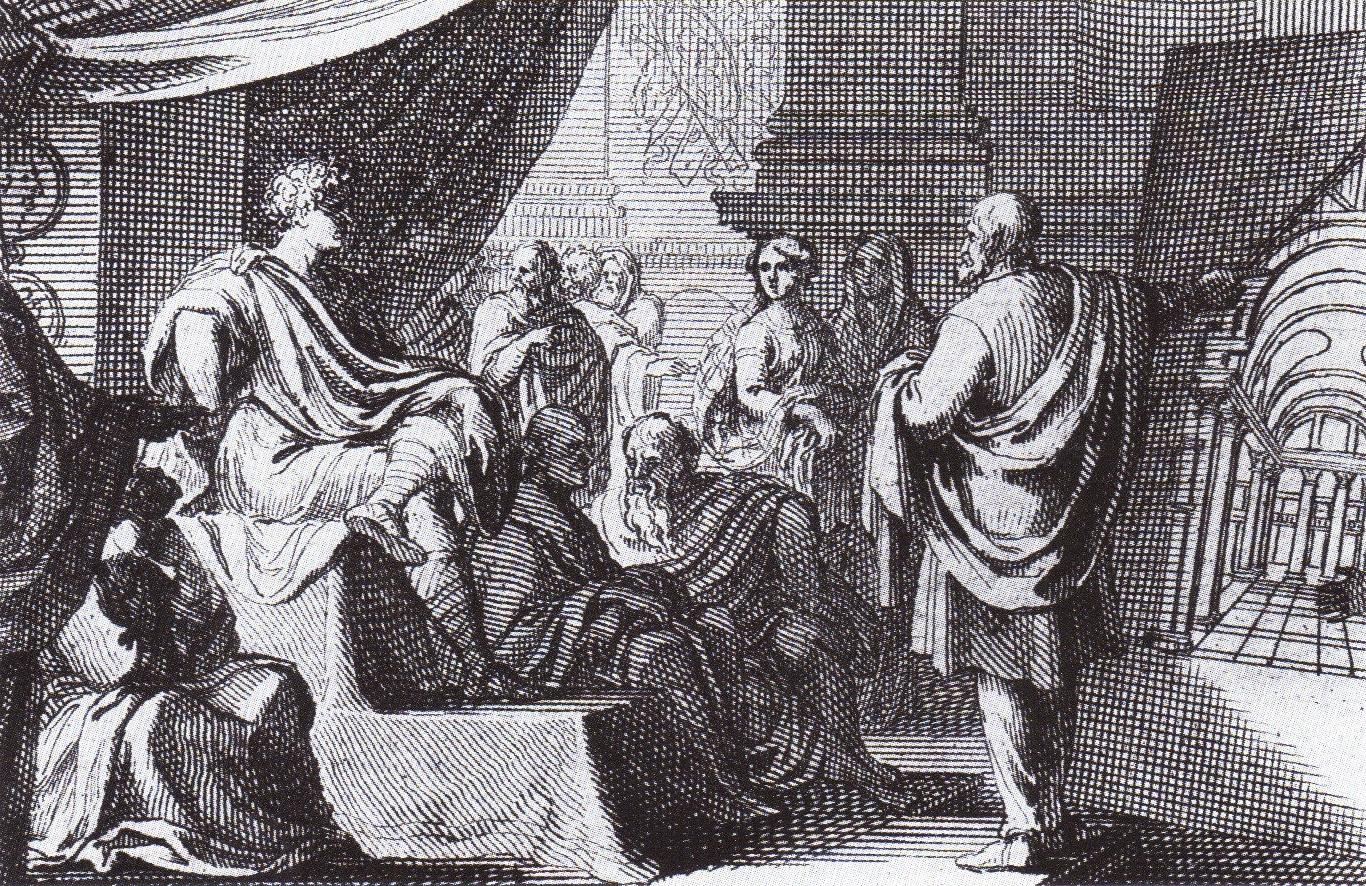
ویتروویوس کتاب «در باب معماری» را به امپراتور آگوستوس تقدیم می‌کند.

حدود ۲۰ سال قبل از میلاد، ویتروویوس معمار رومی چیزی را که امروز نخستین کتاب باقی‌مانده در باب معماری شناخته می‌شود را نوشت. این کتاب به عنوان تنها نوشته دربارهٔ معماری یونان و روم باستان از اعتبار والایی در میان معماران بهره‌مند بوده و برای قرن‌ها مأخذ اصلی بیش‌تر نظریه‌های معماری به‌شمار می‌رفته است.
در این کتاب ویتروویوس کیفیت‌های لازم معماری را در سه ردهٔ اصلی ایستایی (به لاتین: firmitas)، کارایی (به لاتین: utilitas) و زیبایی (به لاتین: venustas) تقسیم‌بندی کرد. این رده‌بندی برای قرن‌های زیادی بین معماران کاملاً پذیرفته شده بود. هر کدام از این عبارت‌ها به اشکال گوناگون ترجمه و تفسیر شده‌اند؛ معنای آن‌ها در طول زمان تغییر کرده و اهمیت آن‌ها به چالش کشیده شده است؛ تا جایی که برخی پیشنهاد کرده‌اند یکی از این سه کیفیت می‌تواند نتیجهٔ طبیعی دوتای دیگر باشد. با این همه این سه کیفیت برای قرن‌ها اصول معماری و به ویژه معماری غربی را تبیین کرده‌اند و هنوز از آن‌ها به عنوان چارچوبی برای بررسی خوب یا بد بودن معماری استفاده می‌شود.

### ایستایی
ایستایی روشن‌ترین مشخصه از بین سه عبارت ویتروویوس است.
هر بنا بایستی ایستا باشد: وزن خود، بارهای زنده، نیروهای زلزله و باد و دیگر نیروها -که قابلیت تخریب ساختمان را دارند- را مهار کند. انتظار می‌رود یک بنای خوب، ایستایی لازم و کافی را با به کار بردن مصالح و شیوهٔ ساخت مناسب و بدون هدر دادن بی‌مورد منابع تأمین کند.
در نظر ویتروویوس، ایستایی شامل معنای پایداری (به لاتین: Peranitas) نیز بوده است. بناها باید قابلیت عمر طولانی (چندین قرن در برخی موارد) را داشته باشند. این معنا امروز تغییر یافته است. به عنوان مثال بناهای موقتی و قابل جابجایی در بسیاری از موارد، معماری خوب به‌شمار می‌روند. از سوی دیگر به نظر می‌رسد برای سازه‌های موقتی و قابل جابجایی، بایستی معیارهای پایداری جدیدی در نظر گرفت. حتی یک بنای موقتی که تنها یک‌بار مورد استفاده قرار می‌گیرد و سپس تخریب می‌شود باید قابل بازیافت باشد و ازین لحاظ با اصول و محدودیت‌هایی در طراحی مواجه است.
ایستایی یک بنا به مصالح و شیوهٔ ساخت آن بستگی دارد. تفاوتی بنیادین را در ساخت جرزهای باربر به وسیلهٔ روی هم قرار دادن بلوک‌ها (سنگی، خاکی یا مصالح دیگر) و استفاده از قاب‌ها یا اسکلت‌هایی که با عناصر غیر باربر پوشیده می‌شود می‌توان مشاهده کرد. در تاریخ معماری غرب معمولاً روش اول، روش غالب ساخت بوده است. در معماری ژاپنی، معماری چینی و معماری عشایری روش دوم بیش‌تر مشاهده می‌شود.
در ایران، تا پیش از حملهٔ اسکندر و در شیوهٔ معماری پارسی با الهام از معماری تمدن اورارتو شیوهٔ دوم رواج بیش‌تری داشته است، که این را می‌توان در تخت جمشید ناظر بود. از شیوهٔ معماری پارتی به بعد، در دوران ساسانیان با الهام از معماری عیلام و در معماری دوران اسلامی، روش اول تبدیل به روش رایج ساخت‌وساز شد.
در یک رده‌بندی دقیق‌تر می‌توان مصالح ساختمانی را دست‌کم در پنج رده تقسیم کرد. همچنین می‌توان چهار روش بنیادین در ساخت را نام برد.

### کارایی
کارایی یک بنا شامل عمل‌کرد (به انگلیسی: Function) و همچنین نقش آن به عنوان پناه‌گاه است. عمل‌کرد یک ساختمان تأثیر عمیقی بر شکل‌گیری فضاهای مختلف و اندازه و ریخت آنان می‌گذارد. نقش پناهگاهی نیز گاه روی جهت‌گیری و شکل ساختمان اثرگذار است، ولی بیش‌ترین اثر آن را در پوستهٔ ساختمان - حد فاصل آن با فضای بیرون- می‌توان مشاهده کرد. نقش پناهگاهی یک ساختمان بر روی سیستم‌های مکانیکی درون ساختمان هم اثرگذاری ویژه‌ای دارد.
مفهوم عمل‌کرد بیش از آن‌که به نظر می‌رسد مورد مناقشهٔ منتقدان بوده است. بحث در مورد عمل کرد گرایی (نظریه‌ای که بیان می‌دارد ریخت یک معماری می‌تواند تنها با توجه به عملکردش ساخته شود) ایدهٔ محوری معماری قرن بیستم بود. در برخی موارد منتقدان پست مدرنیست معماری عمل‌کردگرا را با معماری مدرن یکی دانسته‌اند - و هر دو را رد کرده‌اند-. امروزه عمل کرد گرایی معمولاً یک تفکر ارتجاعی و متعلق به گذشته تلقی می‌شود و حتی گفته می‌شود نمی‌توان بنایی را یافت که تنها با توجه به عملکردش شکل گرفته باشد. با این همه از کتاب‌های راهنمای عمل‌کردگرایی چون اطلاعات معماری نویفرت به وفور در تمرین‌ها و مدارس معماری استفاده می‌شود.
عمل‌کردگرایی در طراحی کارخانه‌ها و خانه‌سازی‌های انبوه اصالت خاصی یافت. در کارخانه‌ها، هدف چیدمان فضاها با توجه به روند تولید، کاهش جابجایی‌ها و در نهایت افزایش بهره‌وری، موجب این اتفاق شد. در مورد خانه‌سازی مسئله، ساخت خانه‌های انبوه، ارزان و باکیفیت بود. با برنامه‌دهی فضا با توجه به عمل‌کرد می‌شد بهینه‌ترین اندازهٔ لازم برای هر اتاق را به دست آورد و بنابر آن خانه‌هایی حداقلی ساخت. با ارزان‌تر شدن هزینه و کاهش مدت زمان ساخت، امکان ساخت خانه‌های بیش‌تر فراهم می‌آمد. این مسئله در میانهٔ دههٔ ۱۹۲۰ - که کمبود خانه یک مشکل حاد بود - مورد توجه معماران اروپا (به ویژه معماران آلمانی) قرار گرفت و باز پس از جنگ جهانی دوم به عنوان یک مسئله مهم مطرح شد. در دهه‌های ۱۹۵۰ و ۱۹۶۰ با اُفت نیاز به خانه‌سازی‌های انبوه، عملکرد گرایان به تدریج مورد انتقاد قرار گرفتند. عمدهٔ محورهای انتقاد از عمل‌کرد گراها آثار مخرب روان‌شناختی - و جامعه‌شناختی وقتی که بحث شهرسازی پیش می‌آید- و زیبایی‌شناسی ضعیف این نوع معماری است.
در یک نگاه تاریخی می‌شود گفت عمل‌کرد -با تعاریف مدرنیست‌ها- اثر کمی بر ریخت‌شناسی معماری داشته است. ساختمان‌ها را می‌توان با توجه به عملکردشان به ساختمان‌های مذهبی،  حکومتی،  اقامتی،  تولیدی، آموزشی،  تفریحی و غیرو رده‌بندی کرد؛ ولی نمی‌توان به آسانی پذیرفت که شکل یک ساختمان بر اثر عمل‌کرد آن ساخته می‌شود. یک خانه با نیاز به خوابیدن، پخت‌وپز، ذخیرهٔ غذا و گاهی کار کردن تعریف می‌شود ولی مفهوم خانواده و روابط بین زن و مرد نیز بر ریخت آن تأثیر به سزایی دارد. امروزه این یک اصل پذیرفته شده است که در همهٔ فرهنگ‌ها فضای داخلی خانه، به شکل مردانه یا زنانه است و روابط بین این دو نوع فضا، یک عامل بنیادی در برنامه‌دهی معماری به‌شمار می‌رود.

## طبیعت در معماری
سه نوع الهام‌پذیری از طبیعت در معماری:
تقلید و الگوپذیری و الهام جویی از طبیعت در معماری به سه شیوه تقسیم می‌شود. هریک از این شیوه‌ها از شیوهٔ قبل خود کامل‌تر و آگاهانه‌تر است و شیوهٔ سوم، شیوه مطلوب و غایی است.
- الهام از اشکال طبیعت
- الهام‌گیری معنایی از طبیعت
- الهام از قواعد طبیعت

### ۱. الهام از اشکال طبیعت
در این روش تنها به تقلید از شکل پرداخته شده و به مبانی و اصول سازه‌ای آن توجه نمی‌شود. به عنوان نمونه لایه‌های زمین منطبق با نیروهایی که به آن وارد می‌شوند، شکل می‌گیرند؛ در حالی که معماران با نادیده گرفتن این نیروها صرفاً وضعیت موجود را برداشت می‌کنند. تبدیل ساختمانی ظاهراً طبیعی به واقعیت، عملی پُرهزینه و در واقع غیرطبیعی است، زیرا طبیعت از قانون حداقل استفاده از انرژی بهره می‌جوید، در صورتی که برای ساختن و زنده نگاه داشتن ساختمانی شبه طبیعی با اشکال نامنظم، باید انرژی بسیار زیادی صرف شود.

### ۲. الهام‌گیری معنایی از طبیعت

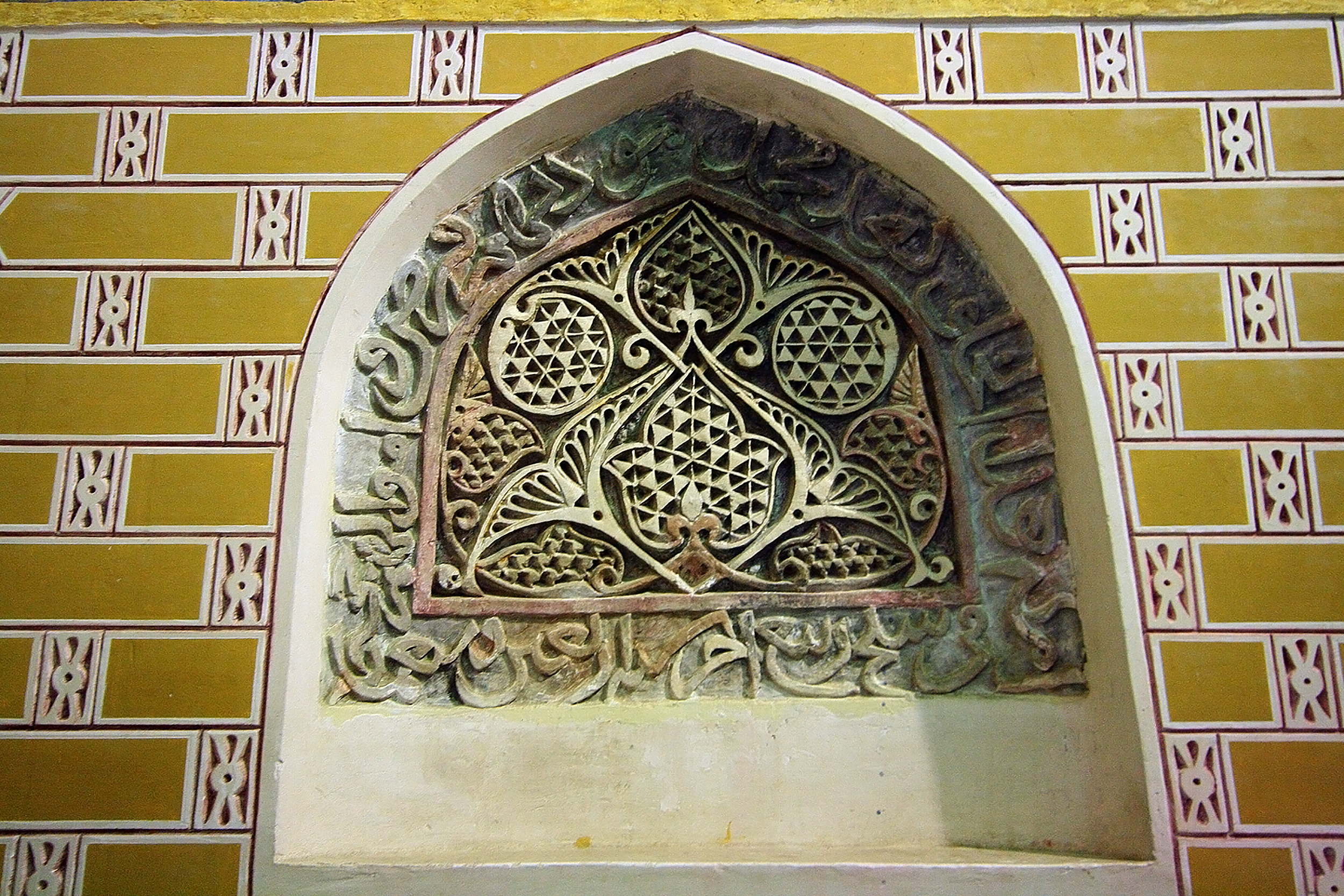
نمایی از معماری یک امامزاده

استعاره و معنی می‌تواند ما را از دام سطحی‌نگری در امان نگه دارد. کارهای معمارانی که به طبیعت از دید جامع استعاری نگریسته‌اند و ساختمان‌های خود را بر مبنای آن بنا کرده‌اند بهترین الگوی این راهبرد خلاقیت هستند.

### ۳. الهام از قواعد طبیعت
بهترین الهام‌گیری از طبیعت، استفاده از قواعد و قوانین آن است و چون این قواعد، در طبیعت عمومیت دارند، نباید برای بهره‌گیری از آن‌ها، از یک نمونه خاص، الهام گرفت. سازه‌های معماری با بهره‌گیری از این قواعد طبیعی، به طبیعت نزدیک‌تر می‌شوند. حفظ ساختار موجود در مقابل بارها و نیروهای وارد بر آن در پدیده‌های طبیعت، مهم‌ترین فلسفه وجودی سازه آن‌ها است که در سازه‌های طبیعی از روش‌های مختلفی برای مقابله با نیروهای خارجی تهدیدگر استفاده می‌شود. در ادامه به چهار مورد آن اشاره می‌شود.

#### ۱–۳ - استفاده حداکثری از تنش‌های کششی و فشاری در سازه‌های خود
طبیعت همواره سعی دارد که تا حد امکان از تنش‌های کششی و فشاری در سازه‌های خود استفاده کند و از تنش‌های خَمشی جز در مواردی که ساختار آن ماهیت لایه‌ای دارد، استفاده نکند. اساساً همه ساختارهای طبیعی بافت لایه‌ای دارند؛ یعنی سطوح و حجم‌های آن‌ها از کنار و روی هم قرار گرفتن لایه‌ها به وجود آمده است. ماهیت لایه‌ای موجب می‌شود تا در فرم‌های طبیعی، فقط عکس‌العمل‌های کششی یا فشاری به وجود آید.

#### ۲–۳ - مقاومت در برابر نیروها با انعطاف‌پذیری و تغییر
این روش در سازه‌های طبیعی به وفور مشاهده می‌شود و از انعطاف‌پذیری بالایی برخوردار است. به عنوان مثال بسیاری از پرندگان ترجیح می‌دهند لانه‌های خود را بر روی شاخه‌های نرم و نازک درختان ایجاد کنند، چرا که هر چه شاخه‌ها از انعطاف‌پذیری بیشتری برخوردار باشند؛ احتمال شکستن آن‌ها کم‌تر خواهد بود. چنین رویه‌ای سبب می‌شود که ساختار ضمن صرف مصالح کم‌تر، پاسخ‌گوی مقاومت به گونه بهتری نیز باشد.

#### ۳–۳ - فرار از نیرو و جا خالی دادن در برابر آن
این روش نیز یکی از روش‌های مقابله طبیعت در برابر نیروها است؛ و در حقیقت مبنای آن کاستن از مقدار و شدت نیروی وارده است؛ مثلاً درختان در اثر وزش بادهای شدید، با خم شدن خود امکان عبور مقداری از نیروها را از بالای خود می‌دهند و به این ترتیب از میزان نیروی وارده بر تنهٔ آن‌ها کاسته می‌شود.

#### ۴–۳ - استفاده از نیروهای مزاحم علیه یکدیگر یا خودشان
درختان در هنگام باد، خم می‌شوند و مقداری از نیروی باد را به شکل انرژی پتانسیل در خود ذخیره کرده و در حرکت‌های رفت و برگشتی، بخشی از این نیرو را خلاف جریان باد، تخلیه می‌کند. قرارگیری شاخه‌های درخت به گونه‌ای است که وزن یک سمت از درخت باعث نگه‌داری سمت دیگر درخت می‌شود و بالعکس. در معماری مشابه این رفتار در ساختار دکل و دهانه اصلی پل آلامیلو اسپانیا طراحی شده توسط کالاتراوا دیده می‌شود. در طراحی و ساخت این پل، تعادل بین دکل و دهانه با تلفیق بر اصول زیبایی شناختی به صورت غیر متقارن برقرار شده است، به گونه‌ای که دکل و دهانه اصلی پل، هر یک عاملی برای نگه‌داری دیگری هستند.

مسجد شیخ لطف‌الله